# 2023
Rok 2023 (MMXXIII) gregoriánského kalendáře začal v neděli 1. ledna a skončil v neděli 31. prosince. V České republice měl 250 pracovních dnů a 13 státních a ostatních svátků, z toho 10 jich připadlo na mimovíkendové dny. Dle židovského kalendáře nastal přelom roků 5783 a 5784, dle islámského kalendáře 1444 a 1445.

## Události

### Česko
- 1. ledna – Bylo ukončeno vysílání televizní stanice ČT3.
- 4. ledna – Ve velkochovu v Brodě nad Tichou proběhlo kvůli ptačí chřipce vybíjení téměř všech tamních 750 000 nosnic, tedy 15 % všech českých slepic.
- 8. ledna – Josef Středula, předseda ČMKOS, se vzdal kandidatury v prezidentské volbě.
- 13.–14. ledna – V prvním kole prezidentských voleb uspěli Petr Pavel (35,40 %) a Andrej Babiš (34,99 %). Volby se účastnilo 68,24 % voličů.
- 27.–28. ledna – Druhé kolo volby prezidenta České republiky 2023 vyhrál Petr Pavel (58,32 %). Volby se zúčastnilo 70,25 % voličů.
- 16. února – Novým primátorem Prahy byl zvolen Bohuslav Svoboda.
- 8. března – Miloši Zemanovi skončil mandát prezidenta republiky.
- 9. března – Petr Pavel složil ústavou předepsaný slib a ujal se funkce prezidenta České republiky.
- 10. března – Do funkce ministra životního prostředí byl jmenován Petr Hladík.
- 20. dubna – Ministr školství Vladimír Balaš oznámil konec na ministerstvu ze zdravotních důvodů.
- 4. května
  - Do funkce ministra školství, mládeže a tělovýchovy byl jmenován Mikuláš Bek.
  - Při požáru v brněnské Plotní ulici zemřelo osm lidí bez domova.
- 29. června – Prezident Petr Pavel jmenoval Marka Výborného novým ministrem zemědělství.
- 6.–7. července – Na dvoudenní návštěvu České republiky přiletěl ukrajinský prezident Volodymyr Zelenskyj. Setkal se s prezidentem Petrem Pavlem, premiérem Petrem Fialou, předsedou senátu Milošem Vystrčilem a předsedkyní sněmovny Markétou Pekarovou Adamovou.
- 18. září – Byla zahájena výstavba Areny Brno.
- 8. října – Proběhl 133. ročník Velké pardubické se Slavia pojišťovnou.
- 2. listopadu – Pražské metro mělo po pěti letech prací kompletní pokrytí mobilním signálem.
- 21. prosince – Masová střelba na Filozofické fakultě Univerzity Karlovy v Praze si vyžádala 15 mrtvých včetně 24letého útočníka Davida Kozáka

### Svět
- 1. ledna
  - Švédsko se ujalo Předsednictví EU.
  - Evropským hlavním městem kultury v roce 2023 jsou maďarský Veszprém, rumunský Temešvár a řecký Eleusis.
  - Chorvatsko se stalo 20. členským státem eurozóny a 27. částí Schengenského prostoru.
  - Volným dílem se staly knihy Ivana Olbrachta, Fráni Šrámka, Bedřicha Hrozného aj.
- 5. ledna – Ve Vatikánu byl pohřben někdejší papež Benedikt XVI.
- 10. ledna – Společnost Microsoft ukončila rozšířenou podporu operačního systému Windows 8.1.
- 3. února – USA oznámily, že sledují údajné čínské špionážní balóny nad Amerikou, přičemž první balón se vznášel z Yukonu do Jižní Karolíny, než byl následující den sestřelen, a druhý se vznášel nad Kolumbií a Brazílií.
- 6. února – Turecko a severní Sýrii zasáhlo ničivé zemětřesení o síle 7,8 stupně.
- 21. února – Ruský prezident Vladimir Putin oznámil pozastavení účasti na nové dohodě START o snížení počtu nasazených strategických zbraní dojednané roku 2010 v Praze.
- 5. března – Parlamentní volby v Estonsku vyhrála strana dosavadní premiérky.
- 6. března – Vůdkyně běloruské opozice Svjatlana Cichanouská byla in absentia odsouzena k 15 letům odnětí svobody.
- 9. března – Při střelbě v náboženském centru v Hamburku zahynulo 8 osob včetně pachatele.
- 12. března – Proběhl 95. ročník udílení Oscarů, nejlepším filmem se stalo Všechno, všude, najednou, za nejlepší herecké výkony byli oceněni Brendan Fraser a Michelle Yeoh.
- 14. března – Americký bezpilotní letoun MQ-9 Reaper se po taranu ruskou stíhačkou Su-27 zřítil do Černého moře.
- 17. března – Mezinárodní trestní soud v nizozemském Haagu vydal mezinárodní zatykač na ruského prezidenta Vladimira Putina v kauze deportací ukrajinských dětí do Ruska.
- 27. březen
  - Maďarský parlament ratifikoval vstup Finska do NATO.
  - Novým premiérem Skotska byl zvolen Humza Yousaf.
- 30. březen
  - Turecký parlament ratifikoval vstup Finska do NATO.
- 2. dubna – parlamentní volby ve Finsku a Bulharsku, prezidentské volby v Černé Hoře.
- 4. dubna – Finsko se stalo 31. členem NATO.
- 14. dubna
  - Dle odhadů OSN se nejlidnatější zemí světa stala Indie.
  - Evropská kosmická agentura (ESA) vypustila sondu JUICE, která má pátrat po životě v Jupiterově soustavě. Datum jejího příletu se předpokládá na rok 2031.
- 15. dubna – V Súdánu začal konflikt mezi generálem polovojenské organizace rychlé podpory a generálem ozbrojených sil Súdánu.
- 25. dubna – Americký prezident Joe Biden oficiálně oznámil kandidaturu v amerických prezidentských volbách 2024.
- 5. května – Světová zdravotnická organizace vyhlásila ukončení stavu ohrožení veřejného zdraví mezinárodního významu kvůli pandemií covidu-19. Celosvětově si pandemie nemoci covid-19 vyžádala téměř 7 milionů obětí.
- 6. května – Proběhla Korunovace Karla III. a Camilly.
- 8.–21. května – Turnaj Blast Paris Major 2023 ve hře Counter-Strike: Global Offensive vyhrál tým Vitality.
- 9.–13. května – Eurovision Song Contest 2023 v anglickém Liverpoolu vyhrála zpěvačka Loreen.
- 12.–28. května – 87. Mistrovství světa v ledním hokeji ve finském Tampere a lotyšské Rize.
- 14. května – Parlamentní volby v Turecku vyhrála vládnoucí strana prezidenta Erdoğana, který zároveň vyhrál první kolo prezidentských voleb.
- 15. května – Slovenská prezidentka Zuzana Čaputová jmenovala úřednickou vládu Ľudovíta Ódora.
- 21. května – Parlamentní volby v Řecku vyhrála strana dosavadního premiéra Nová demokracie.
- 28. května
  - Druhé kolo prezidentských voleb v Turecku těsně vyhrál dosavadní prezident Recep Tayyip Erdoğan.
  - Mistrovství světa v ledním hokeji 2023 vyhrála Kanada.
- 2. června – Při železniční nehodě v indickém státě Odiša zemřelo nejméně 288 lidí a dalších 900 bylo zraněno.
- 6. června – Byla protržena Kachovská přehrada na Ukrajině při konfliktu s Ruskem. Protržení znamenalo ekologickou katastrofou a problém pro obyvatele žijící v širokém okolí.
- 11. června – Předčasné parlamentní volby v Černé Hoře vyhrálo nové hnutí Evropa teď.
- 18. června – Nehoda ponorky Titan, která se ztratila v mezinárodních vodách severního Atlantského oceánu u pobřeží kanadského ostrova Newfoundland, během turistické výpravy k vraku Titaniku.
- 20. června – Slovenská prezidentka Zuzana Čaputová uvedla, že se nebude ucházet o funkci prezidentky pro druhé volební období.
- 22. června – Americká pobřežní stráž oznámila, že pětičlenná posádka pohřešované ponorky Titan je po smrti. Ponorka s nejvyšší pravděpodobností implodovala.
- 23. – 24. června – proběhla tzv. Vzpoura Wagnerovy skupiny jako reakce na spory Jevgenije Prigožina a jeho Wagnerovy skupiny s ruskou vládou a armádou
- 26. června – Předčasné parlamentní volby v Řecku opět vyhrála strana dosavadního premiéra Nová demokracie.
- 21. června – 2. července – 3. Evropské hry 2023 v polském Krakově.
- 1. července – Španělsko se ujalo Předsednictví EU.
- 20. července – 20. srpna – Mistrovství světa ve fotbale žen v Austrálii a na Novém Zélandu, vyhrál tým Španělska.
- 23. července – Parlamentní volby ve Španělsku vyhrála Lidová strana.
- 26. července – V Nigeru probíhá vojenský převrat, současného prezidenta Mohameda Bazouma vojáci zajali. Byl také vyhlášen celostátní zákaz vycházení a byly uzavřeny hranice země.
- 1.–6. srpna – Proběhly Světové dny mládeže v portugalském hlavním městě Lisabonu.
- 9. srpna – V Ekvádoru zemřel při atentátu kandidát na prezidenta Fernando Villavicencio. K útoku se přihlásil gang Los Lobos a vyhrožoval i dalšími útoky. Země vyhlásila výjimečný stav.
- 23. srpna
  - V Rusku bylo sestřeleno soukromé letadlo Jevgenije Prigožina, vůdce Wagnerovy skupiny. Ten společně s dalšími lidmi na palubě, včetně Dmitrije Utkina, zahynul.
  - Indická sonda Čandraján-3, úspěšně přistála u kráteru Manzinus na Měsíci.
- 27. srpna – Prezidentské volby v Zimbabwe vyhrál stávající prezident Emmerson Mnangagwa.
- 8. září – Maroko zasáhlo silné zemětřesení o síle 6,9 stupně Richterovy škály.
- 9. září – V Indii začal summit G20.
- 19. září – Ázerbájdžán získal zpět pod kontrolu Náhorní Karabach. Na 120 000 Arménů odešlo do Arménie.
- 30. září – Parlamentní volby na Slovensku vyhrála strana SMER-SD v čele s Robertem Ficem.
- 5. října – Ruská raketa zasáhla ukrajinskou obec Hroza a zabila na padesát lidí.
- 7. října – Útok palestinských teroristů z hnutí Hamás na Izrael. Při útoku bylo zabito nejméně 900 Izraelců.
- 8. října – Izrael vyhlásil válečný stav a nařídil totální blokádu pásma Gazy.
- 9. října – Východní Slovensko zasáhlo zemětřesení o síle 5,1 Richterovy stupnice, nejvíce zasažena byla obec Ďapalovce.
- 10. října – Společnost Microsoft ukončila rozšířenou podporu operačních systémů Windows Server 2012 a Windows Server 2012 R2.
- 11. října – Afghánistán zasáhlo silné zemětřesení o síle 6,3 stupně Richterovy stupnice.
- 15. října – parlamentní volby v Polsku vyhrála vládnoucí strana Právo a spravedlnost.
- 8. září – 21. října – Mistrovství světa v ragby ve Francii.
- 22. října – Parlamentní volby ve Švýcarsku vyhrála Švýcarská lidová strana.
- 28. října – Izrael zahájil invazi do Pásma Gazy rozsáhlým pozemním útokem.

## Úmrtí

### Česko

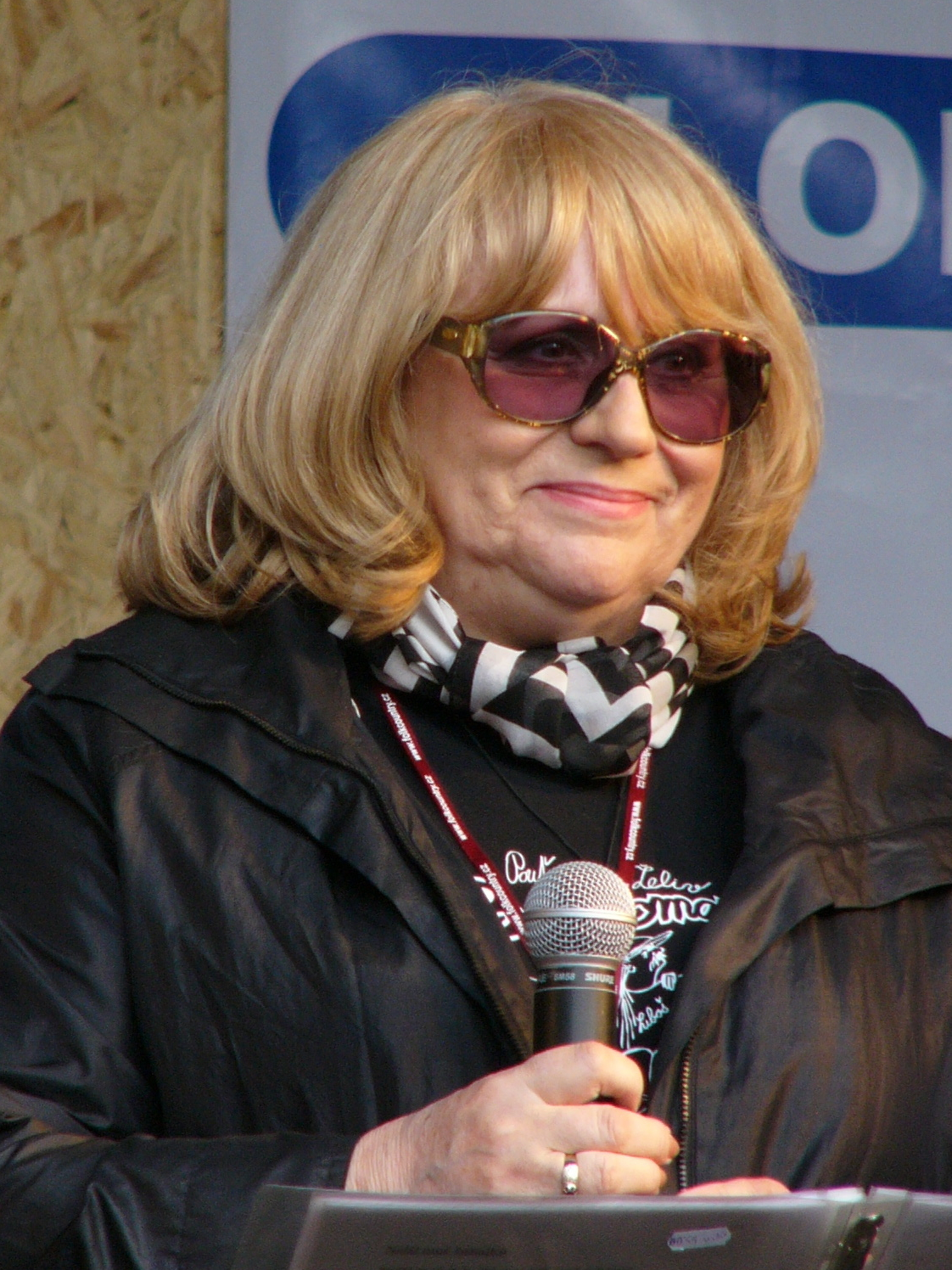
Naďa Urbánková († 3. února)

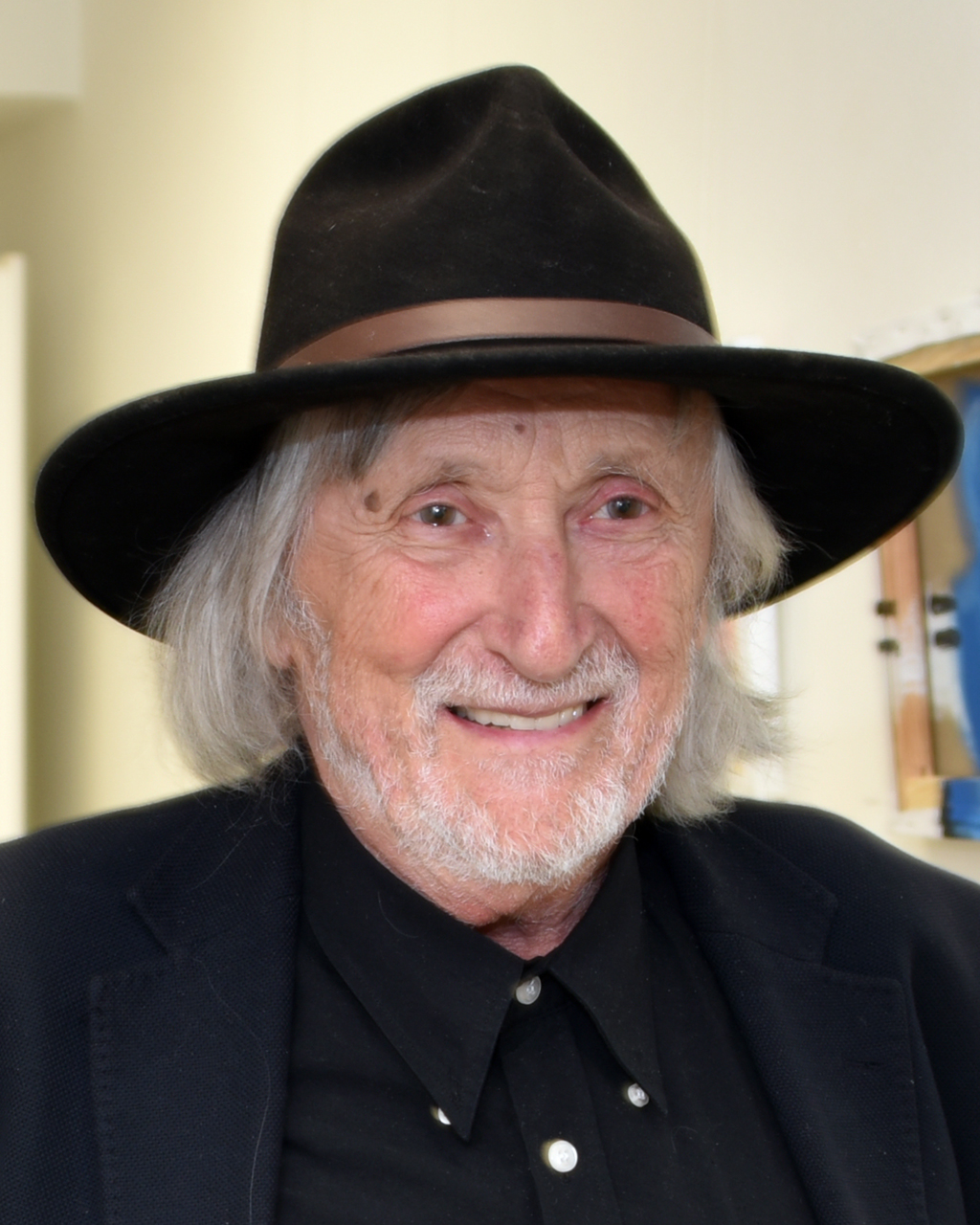
Juraj Jakubisko († 24. února)

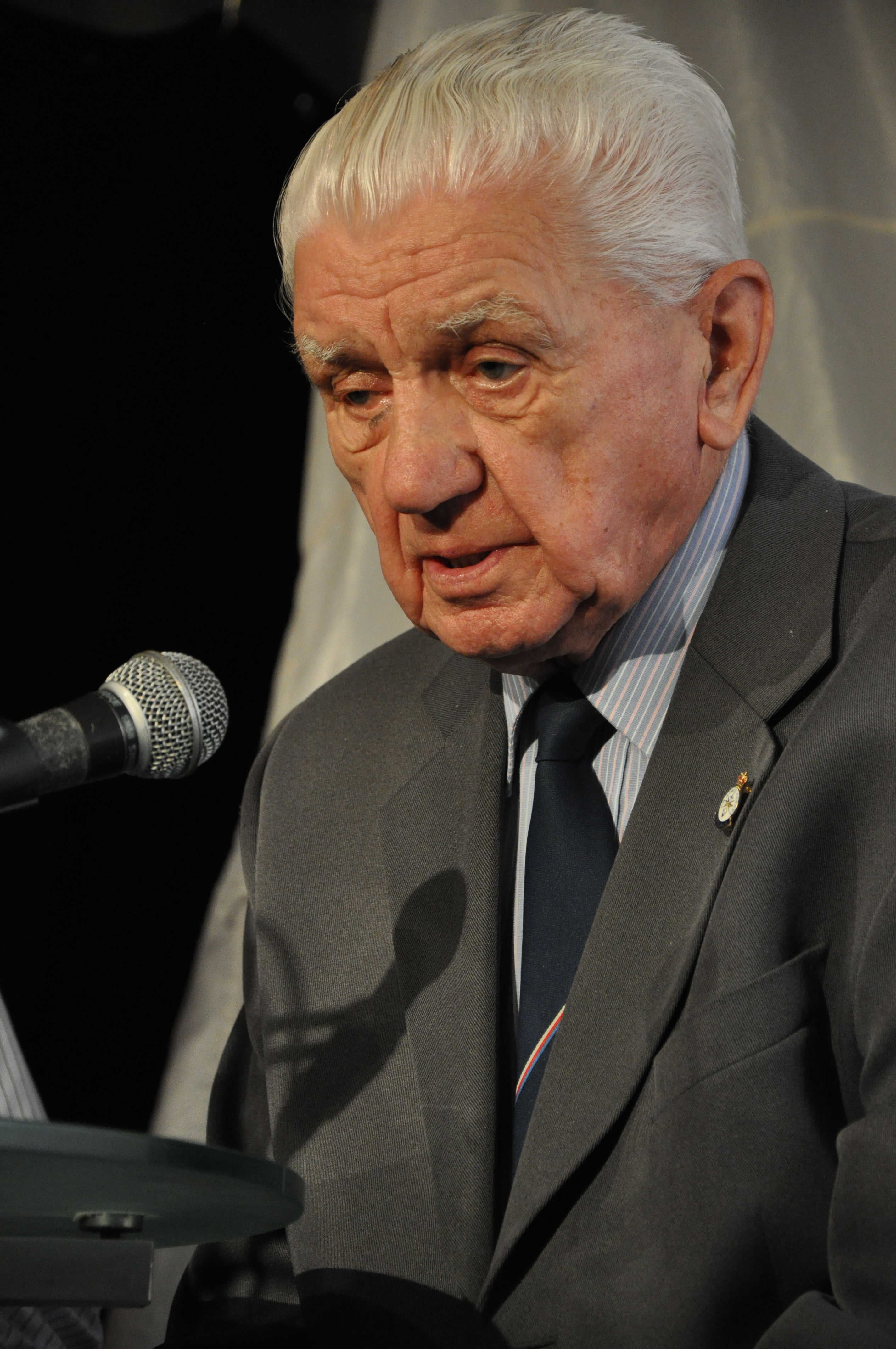
Emil Boček († 25. března)

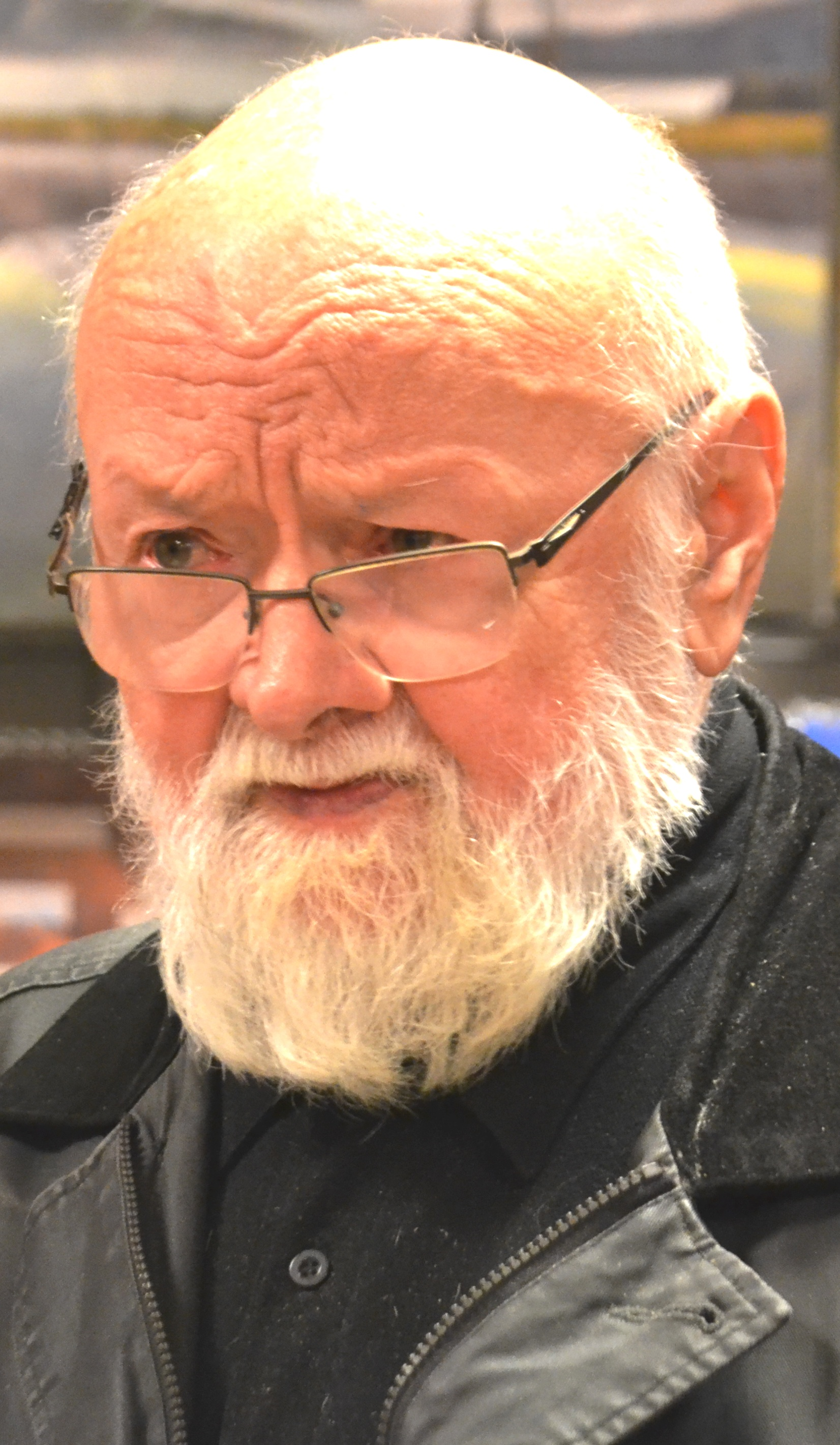
Ivan Vyskočil († 28. dubna)

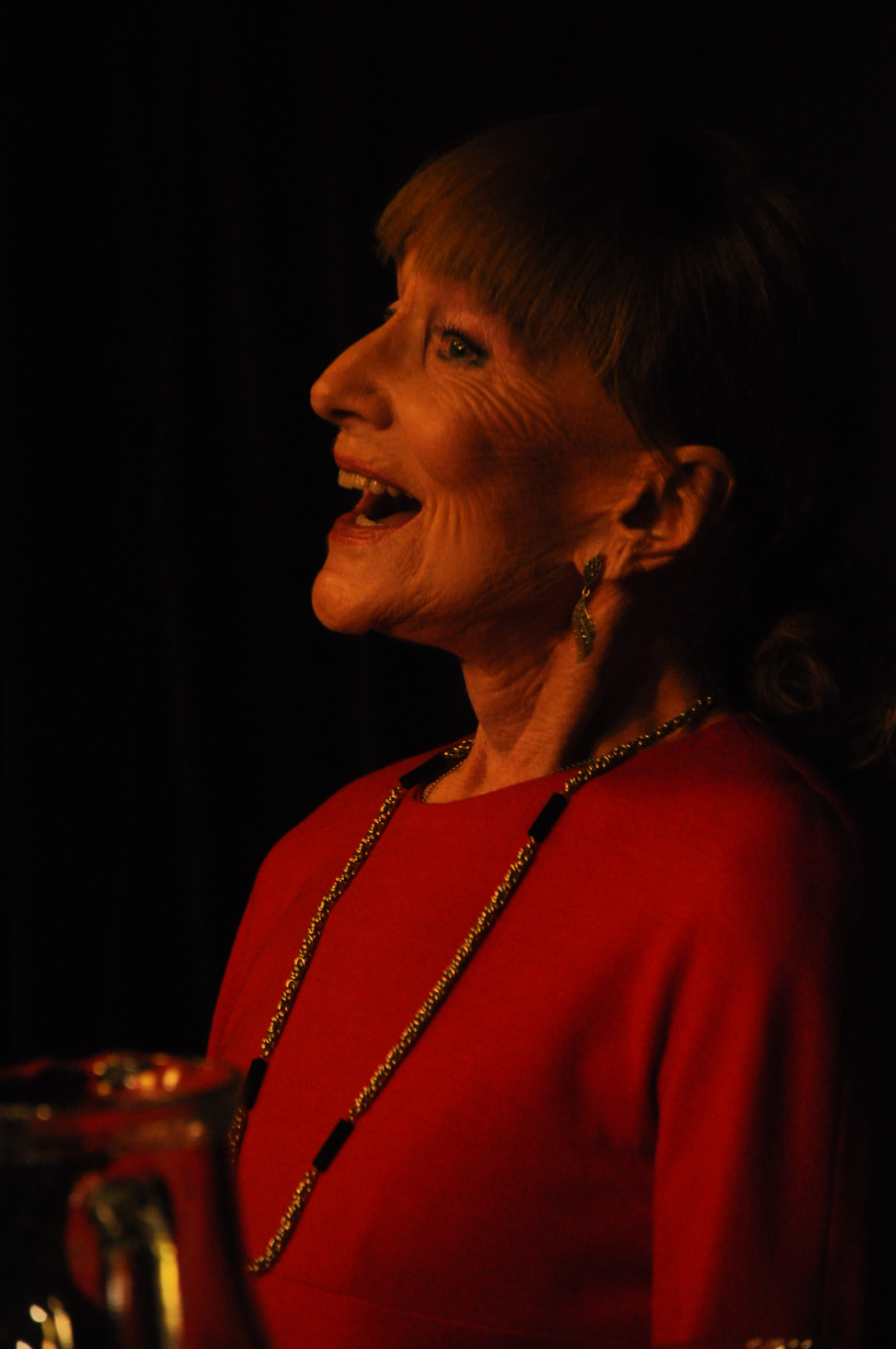
Soňa Červená († 7. května)

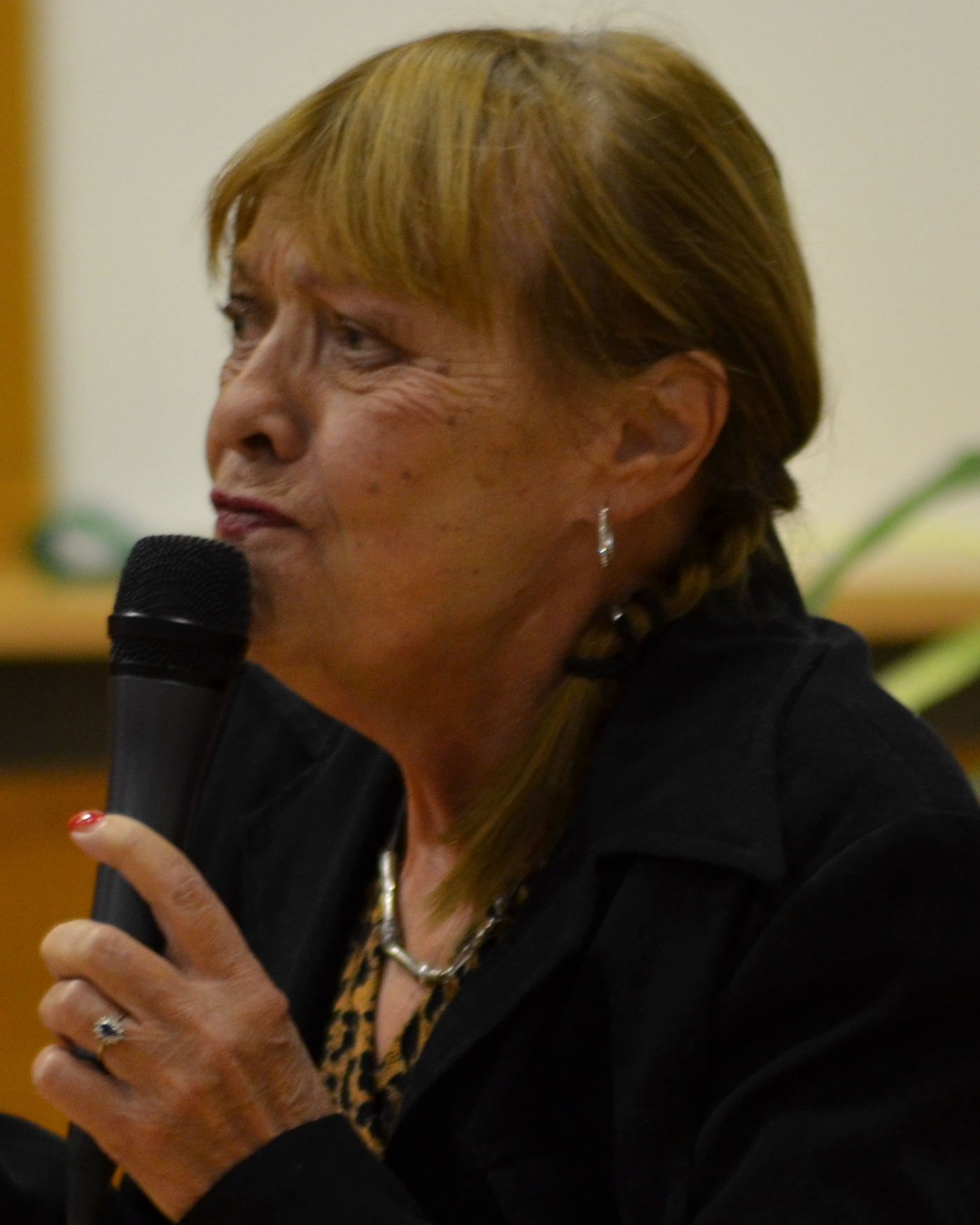
Jana Šulcová († 28. července)

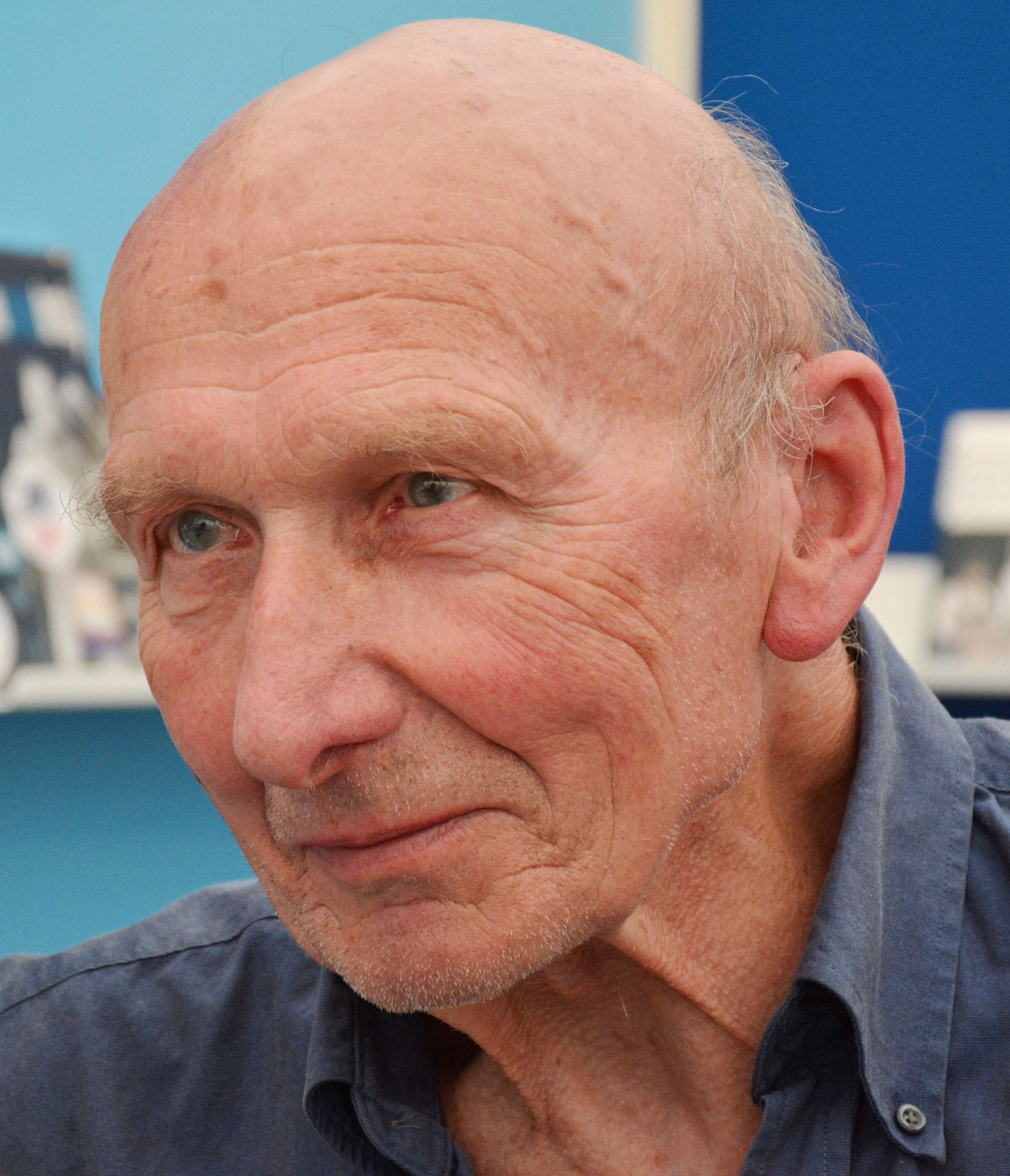
Jiří Černý († 17. srpna)

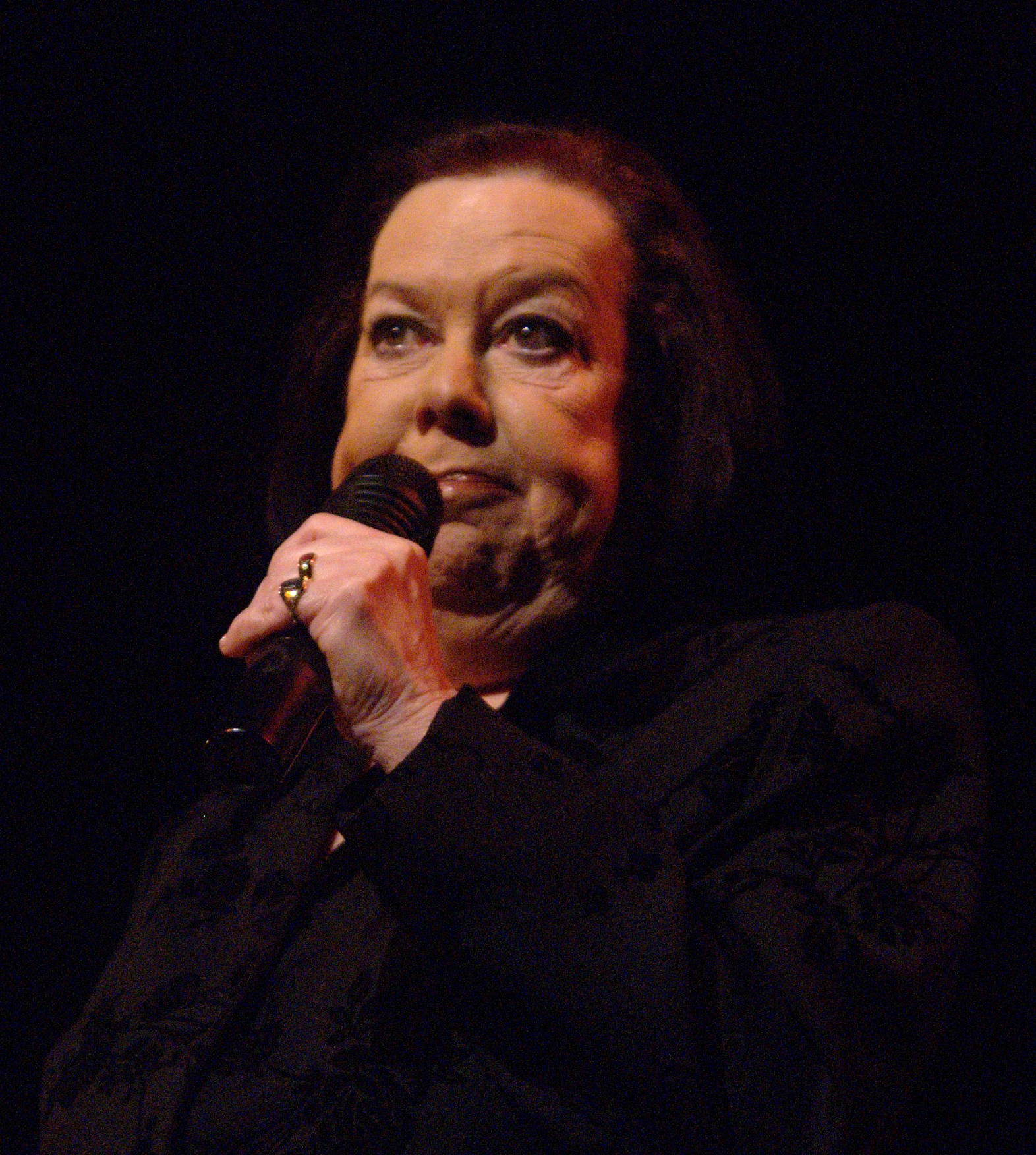
Yvonne Přenosilová († 11. září)

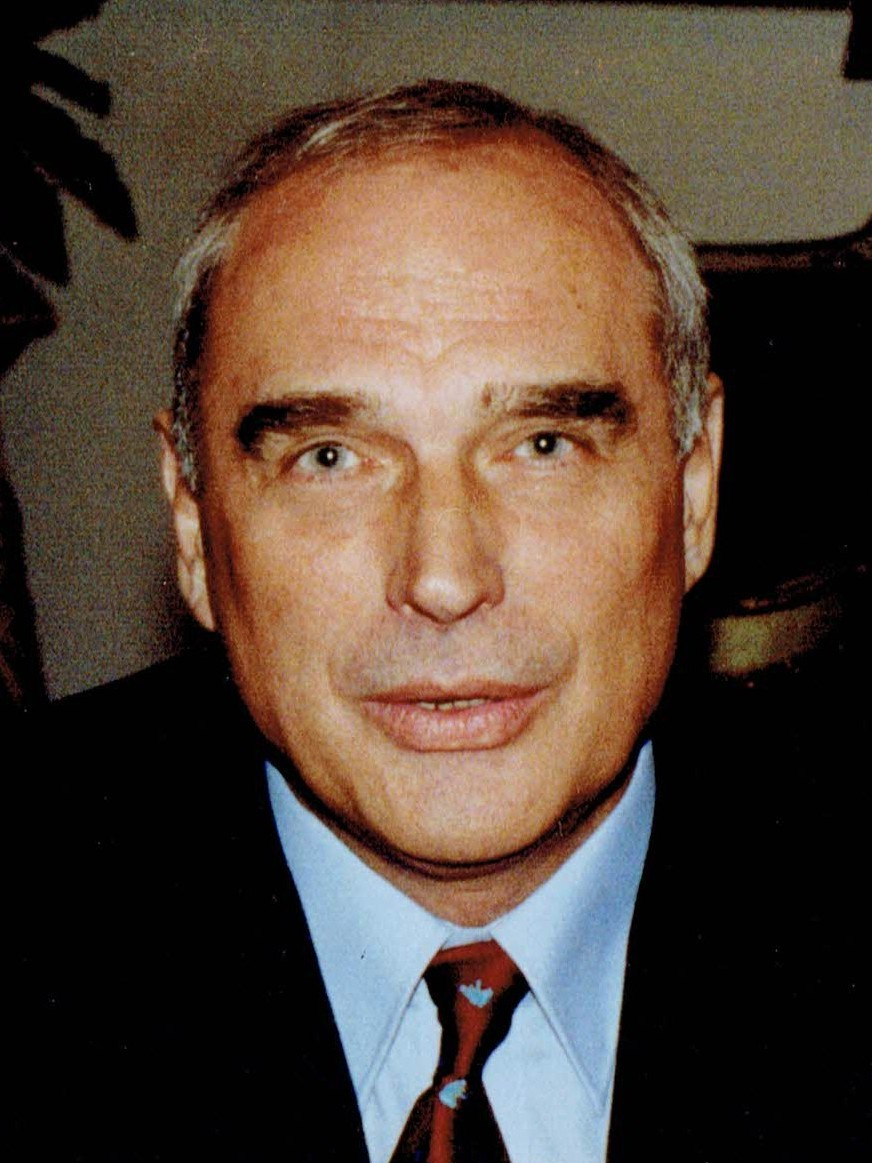
Ladislav Županič († 9. prosince)

- 02. ledna – Vasil Timkovič, československý voják, veterán druhé světové války (* 21. března 1923)
- 04. ledna – Marie Ďurovičová, sportovní gymnastka a olympionička (* 11. května 1927)
- 07. ledna – Miloš Horanský, básník, režisér a pedagog (* 14. června 1932)
- 08. ledna – Tomáš Voženílek, moderátor a scenárista (* 11. října 1980)
- 14. ledna – Zdeněk Češka, právník, rektor Univerzity Karlovy (* 6. února 1929)
- 16. ledna – Pavel Pecháček, novinář a manažer (* 2. července 1940)
- 17. ledna – Stanislav Tereba, fotograf (* 2. ledna 1938)
- 19. ledna – Kristina Taberyová, režisérka, scenáristka a dramaturgyně (* 24. července 1951)
- 20. ledna – Jiří Macháně, kameraman (* 27. prosince 1940)
- 21. ledna – Jiří Kulíček, hokejista (* 17. května 1934)
- 23. ledna – Petr Hošek, zpěvák, baskytarista a zakladatel punkové kapely Plexis (* 8. února 1967)
- 27. ledna – Jaroslav Šedivý, ministr zahraničních věcí a historik (* 12. listopadu 1929)
- 28. ledna – Jiří Šetlík, historik a teoretik výtvarného umění (* 2. dubna 1929)
- 31. ledna – Miroslav Lacký, hokejový brankář (* 4. září 1943)
- 03. února – Naďa Urbánková, zpěvačka (* 30. června 1939)
- 06. února
  - Květa Pacovská, výtvarnice (* 28. července 1928)
  - Lubomír Štrougal, československý politik (* 19. října 1924)
- 10. února – Milan Schelinger, kytarista a zpěvák (* 18. února 1952)
- 12. února – Miloš Budík, fotograf (* 24. srpna 1935)
- 15. února – Karel Pala, lingvista a univerzitní profesor (* 15. června 1939)
- 16. února
  - Jana Andrsová, baletka a herečka (* 8. srpna 1939)
  - Jakub Dürr, politolog a diplomat (* 7. srpna 1976)
- 17. února – Vladislav Třeška, chirurg (* 13. listopadu 1957)
- 24. února – Juraj Jakubisko, slovenský režisér (* 30. dubna 1938)
- 25. února – Martin Pěnička, fotbalista (* 10. prosince 1969)
- 06. března
  - Ivana Hloužková, herečka (* 6. června 1960)
  - Josef Vojta, fotbalista (* 19. dubna 1935)
  - Marie Krčmová, lingvistka, překladatelka a univerzitní profesorka (* 24. prosince 1940)
- 09. března – Ivan Hanousek, novinář, spisovatel a teoretik karikatury (* 14. května 1942)
- 12. března – Karel Kaplan, historik (* 28. srpna 1928)
- 25. března – Emil Boček, válečný veterán, příslušník čs. letectva ve Velké Británii (* 25. února 1923)
- 09. dubna – Dana Vachtová, sochařka a sklářská výtvarnice (* 16. ledna 1937)
- 11. dubna – Dana Němcová, psycholožka, kritička a disidentka (* 14. ledna 1934)
- 12. dubna – Ivo Babuška, česko-americký matematik a stavební inženýr (* 22. března 1926)
- 13. dubna – Jana Lorencová, politička a novinářka (* 2. dubna 1940)
- 14. dubna – Karel Durman, historik (* 13. července 1932)
- 18. dubna
  - Zdeněk Sejček, historik umění, malíř, grafik a pedagog (* 2. prosince 1926)
  - Zdeněk Ziegler, typograf, grafický designér a pedagog (* 27. října 1932)
- 21. dubna – Mahulena Čejková, synodní kurátorka Českobratrské církve evangelické, lékařka a politička (* 23. srpna 1936)
- 28. dubna
  - Josef Sůva, historik umění, malíř a sběratel umění (* 21. října 1934)
  - Ivan Vyskočil, spisovatel (* 27. dubna 1929)
- 03. května – Josef Jařab, anglista, literární historik a politik (* 26. července 1937)
- 04. května
  - Věra Beranová, estetička a kunsthistorička (* 2. dubna 1947)
  - Petr Klíma, hokejista (* 23. prosince 1964)
- 06. května – Petruška Šustrová, publicistka, překladatelka a disidentka (* 18. května 1947)
- 07. května
  - Soňa Červená, herečka a operní pěvkyně (* 9. září 1925)
  - Margita Havlíčková, divadelní historička (* 4. ledna 1949)
- 10. května – Radan Květ, chemik a geograf (* 14. dubna 1928)
- 15. května – Jitka Svobodová, kreslířka, malířka, sochařka a vysokoškolská pedagožka (* 9. září 1941)
- 17. května – Ivan Dubský, filozof a pedagog (* 3. září 1926)
- 19. května – Jaroslav Petr, grafik (* 25. května 1954)
- 27. května – Jan Mrvík, veslař (* 29. března 1939)
- 29. května – Vítězslav Mácha, zápasník (* 6. dubna 1948)
- 04. června – Zdeněk Pouzar, mykolog (* 13. dubna 1932)
- 05. června
  - Eduard Burget, historik (* 20. května 1972)
  - Miloslav Uličný, romanista, překladatel, básník a vysokoškolský pedagog (* 18. července 1942)
- 06. června – Petr Berounský, fotograf (* 17. září 1956)
- 07. června – Miroslav Řepa, architekt (* 24. února 1930)
- 16. června – František Vrhel, etnolog, iberoamerikanista a vysokoškolský pedagog (* 28. května 1943
- 27. června – Pavel Žur, ředitel divadla, sbormistr, producent a regionální politik (* 5. května 1966)
- 02. července – Jiří Pliska, horolezec, himálajista, běžecký lyžař na dlouhé tratě a učitel (* 7. května 1981)
- 12. července – Miloslav Netušil, sportovní gymnasta (* 20. února 1946)
- 20. července – Ivan Sedláček, sbormistr (* 15. dubna 1932)
- 23. července – Zdeňka Bauerová, módní návrhářka a profesorka oděvního designu (* 17. listopadu 1930)
- 24. července
  - Václav Kahuda, spisovatel (* 8. listopadu 1965)
  - Stanislav Neveselý, hokejista a trenér (* 17. května 1936)
- 27. července – Petr Hořejš, spisovatel, publicista a scenárista (* 7. září 1938)
- 28. července – Jana Šulcová, herečka (* 12. února 1947)
- 30. července – Hanuš Bartoň, hudební skladatel, klavírista a pedagog (* 16. května 1960)
- 31. července – František Valošek, fotbalista (* 12. července 1937)
- 07. srpna – Martin Povejšil, diplomat (* 13. ledna 1961)
- 12. srpna – Petr Sommer, historik (* 30. listopadu 1949)
- 17. srpna – Jiří Černý, hudební kritik (* 25. února 1936)
- 22. srpna – Stanislava Kučerová, pedagožka (* 31. října 1927)
- 24. srpna – Pavel Taussig, filmový historik, scenárista, novinář a publicista (* 2. července 1949)
- 25. srpna – Juliana Jirousová, výtvarnice (* 17. září 1943)
- 27. srpna – Karel Holomek, romský aktivista a politik (* 6. března 1937)
- 30. srpna – Zdeněk Jindra, historik (* 28. února 1931)
- 31. srpna – Jana Šmardová, bioložka (* 17. srpna 1961)
- 01. září – Josef Havel, spisovatel (* 13. října 1937)
- 02. září – Ivana Pavlová, herečka a tanečnice (* 9. června 1946)
- 05. září – Otta Bednářová, novinářka a spisovatelka (* 18. června 1927)
- 06. září – Milan Slepička, herec (* 10. ledna 1939)
- 08. září – Pavel Sobotka, lékař (* 8. června 1928)
- 11. září – Yvonne Přenosilová, zpěvačka, moderátorka a herečka (* 2. července 1947)
- 14. září – Ivan Pop, historik (* 26. května 1938)
- 15. září – Hana Doušová, basketbalistka (* 5. března 1949)
- 17. září – Petr Charvát, archeolog, orientalista a historik (* 12. ledna 1949)
- 18. září – Zdeněk Návrat, hokejista (* 25. května 1931)
- 21. září – Václav Šašek, dramaturg a filmový scenárista (* 14. října 1933)
- 28. září – Karel Hartl, kynolog a šlechtitel (* 14. srpna 1924)
- 30. září – Daniel Anýž, novinář, komentátor a publicista (* 6. listopadu 1963)
- 01. října – Patricia Janečková, operní pěvkyně (* 18. června 1998)
- 02. října – Richard Salzmann, politik, právník, finančník a bývalý senátor (* 10. května 1929)
- 05. října – Mirko Škampa, violoncellista a pedagog (* 8. srpna 1935)
- 06. října – Vilém Mandlík, atlet a fotbalista, otec Hany Mandlíkové (* 7. dubna 1936)
- 07. října – Oldřich Pelčák, kandidát na astronauta a vojenský letec (* 2. listopadu 1943)
- 22. října – Eduard Krečmar, textař a libretista (* 17. března 1942)
- 25. října
  - Antonín Dufek, historik umění a fotografie (* 30. listopadu 1943)
  - Zdeněk Mácal, dirigent (* 8. ledna 1936)
- 04. listopadu – Alois Fišárek, filmový střihač a vysokoškolský pedagog (* 7. ledna 1943)
- 09. listopadu – Vladimír Přibský, žurnalista, editor, spisovatel a dramatik (* 20. ledna 1932)
- 11. listopadu – Miroslav Kůra, tanečník a choreograf (* 26. května 1924)
- 12. listopadu –  Roman Čechmánek, hokejový brankář a trenér (* 2. března 1971)
- 14. listopadu – Stanislav Žalud, architekt a politik (* 22. února 1932)
- 17. listopadu – Libuše Hrabová, historička (* 2. října 1928)
- 20. listopadu
  - Jiří Dušek, herec a dabér (* 14. února 1924)
  - Zdena Hadrbolcová, herečka, scenáristka a publicistka (* 13. července 1937)
  - Hugo Mensdorff-Pouilly, šlechtic a diplomat (* 24. října 1929)
- 21. listopadu – Hana Marcolini, volejbalistka (* 21. června 1948)
- 24. listopadu
  - František Xaver Halas, diplomat a historik (* 18. října 1937)
  - Linda Wichterlová, stomatoložka a manželka vědce Otta Wichterleho (* 18. srpna 1917)
- 30. listopadu – Jan Kadlec, tanečník, sólista baletu (* 29. března 1956)
- 09. prosince – Ladislav Županič, herec a dabér (* 9. srpna 1943)
- 22. prosince – Eva Hauserová, spisovatelka a překladatelka (* 25. listopadu 1954)
- 24. prosince – Milan Zelený, ekonom (* 22. ledna 1942)

### Svět
- 02. ledna

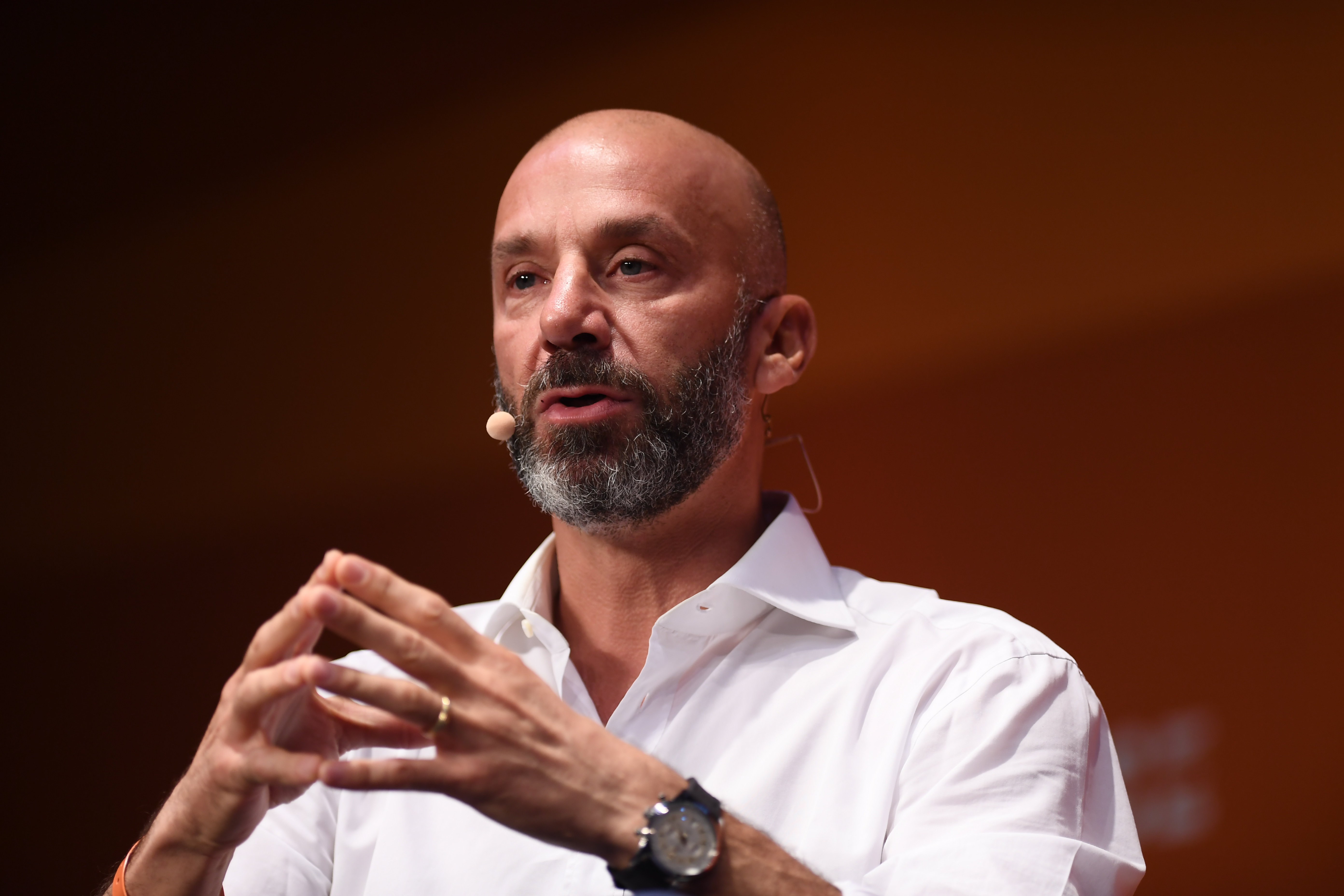
Gianluca Vialli († 6. ledna)

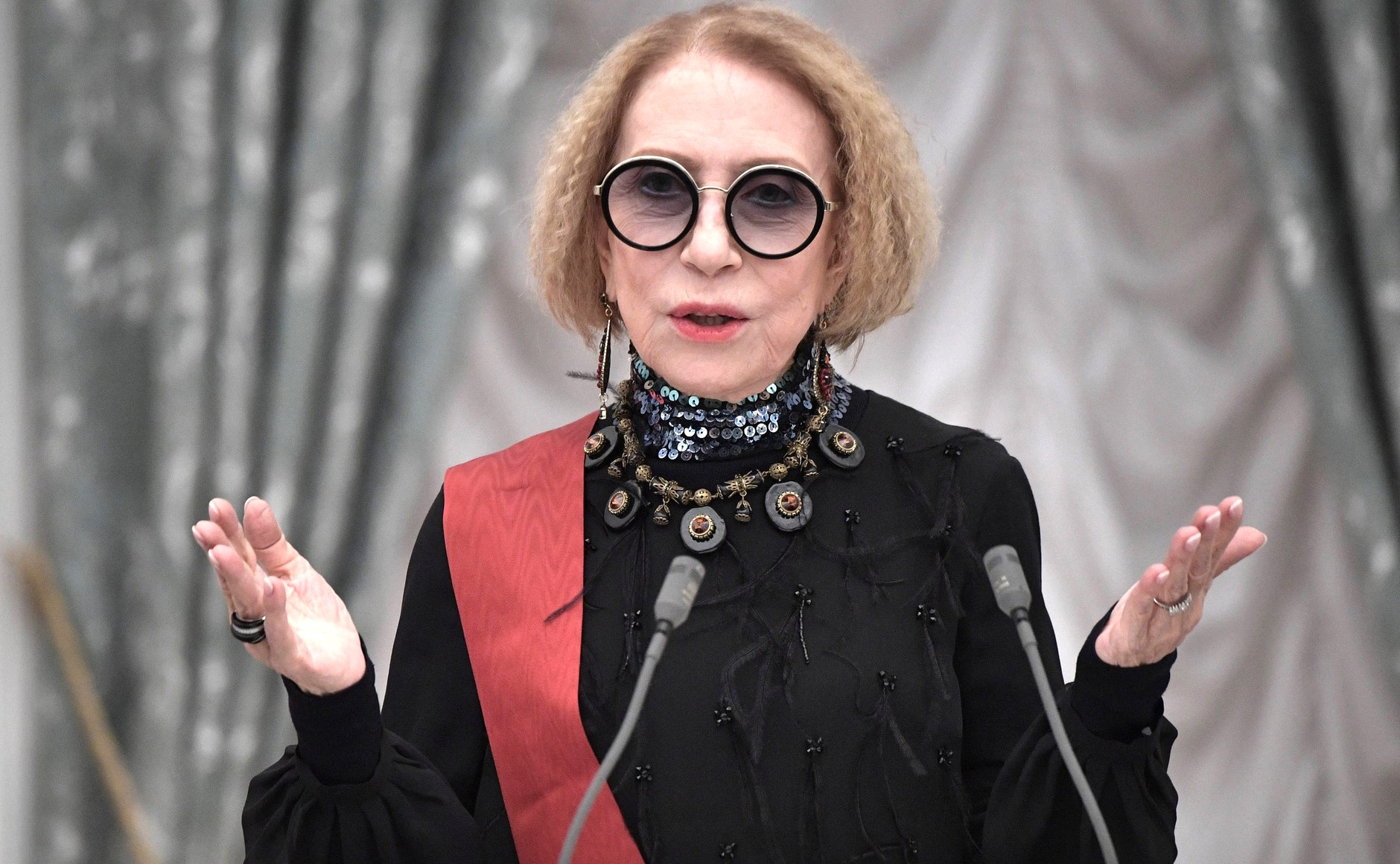
Inna Čurikovová († 14. ledna)

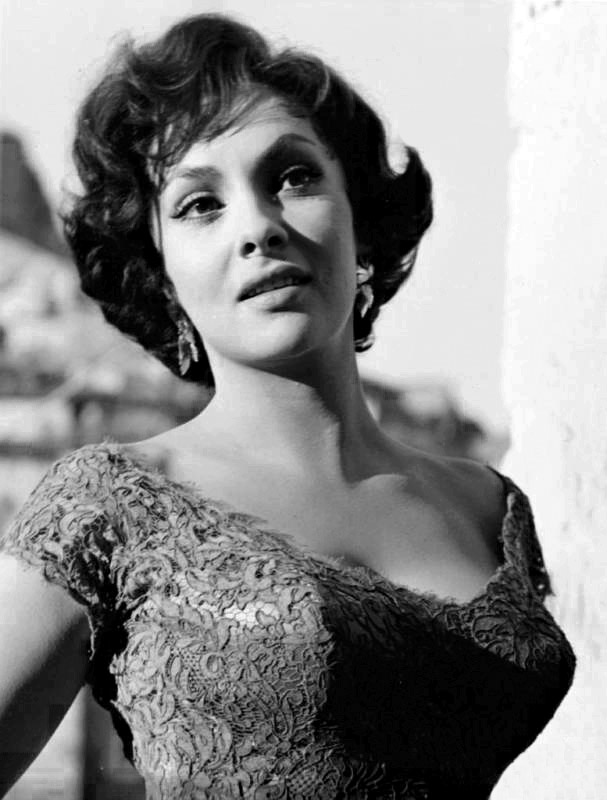
Gina Lollobrigida († 16. ledna)

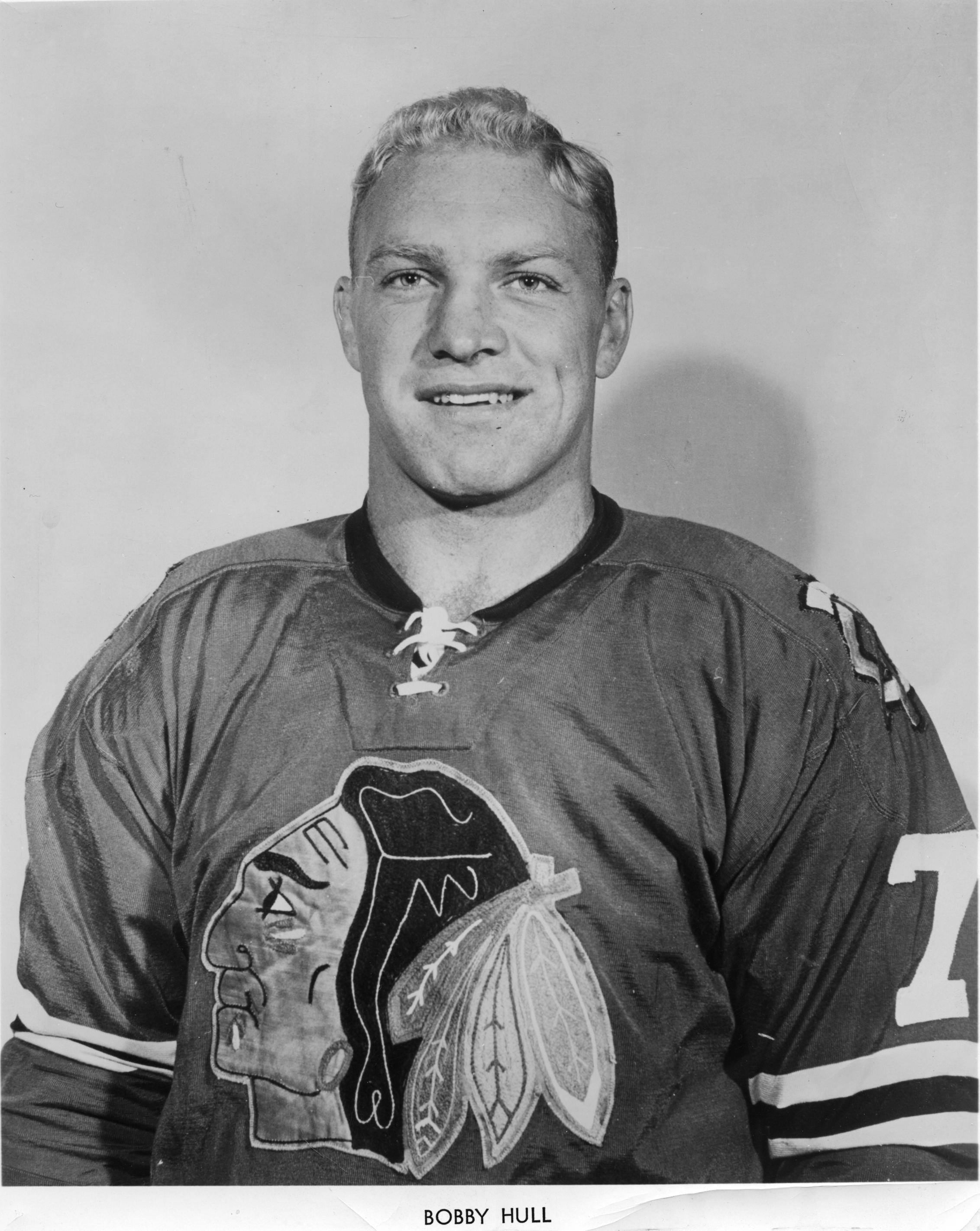
Bobby Hull († 30. ledna)

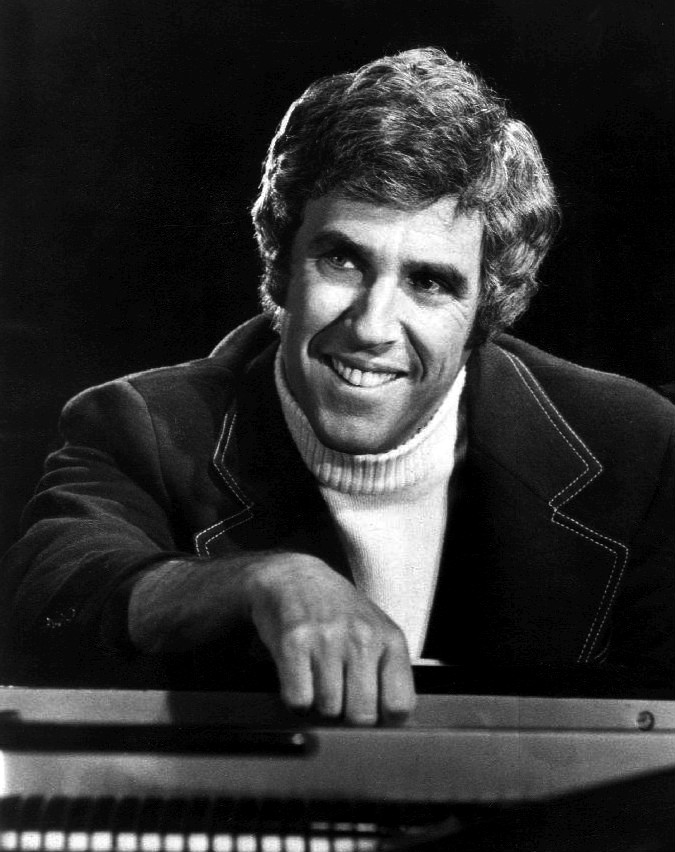
Burt Bacharach († 8. února)

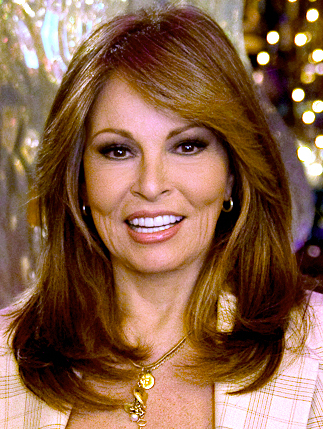
Raquel Welch († 15. února)

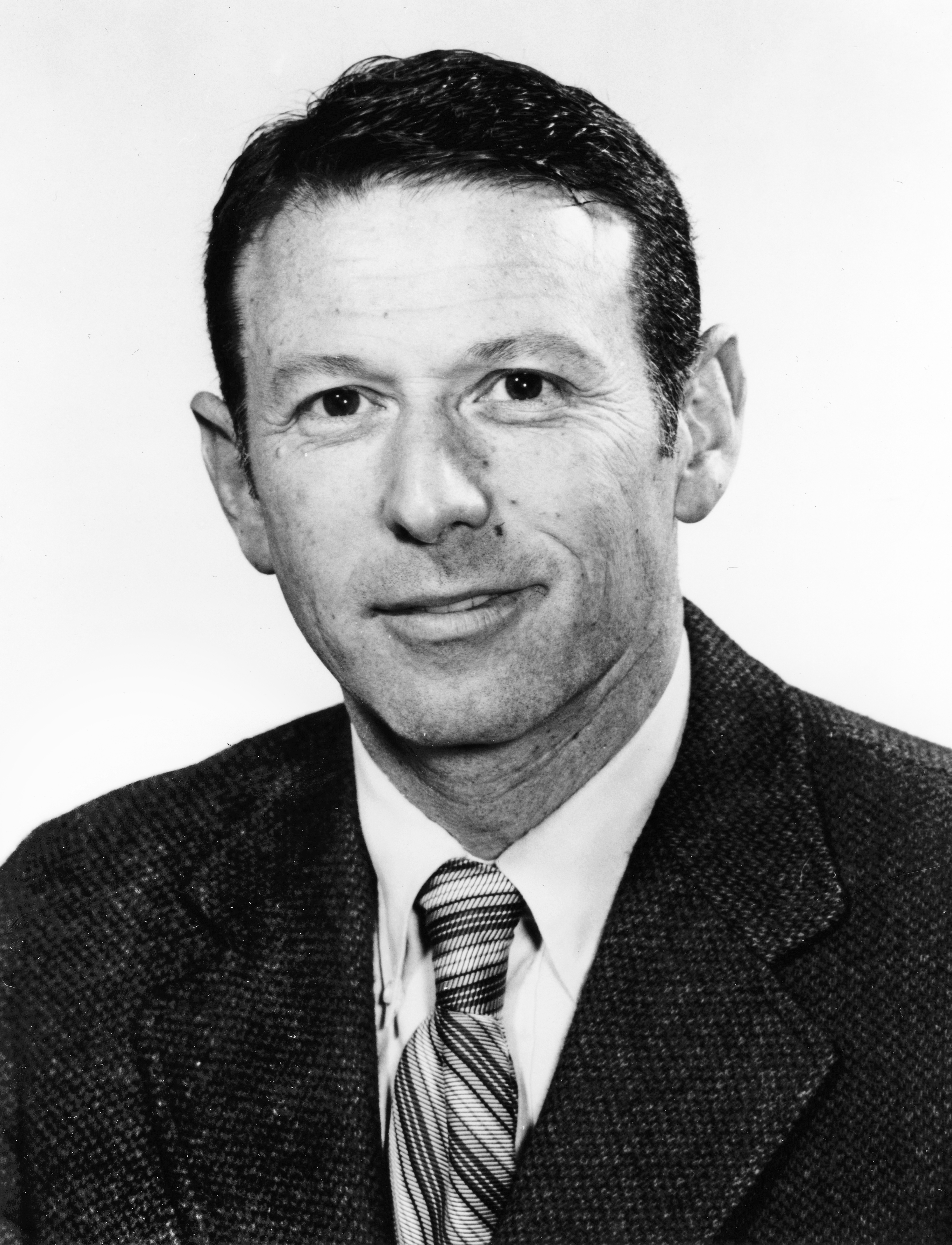
Paul Berg († 15. února)

Harry Belafonte († 25. dubna)

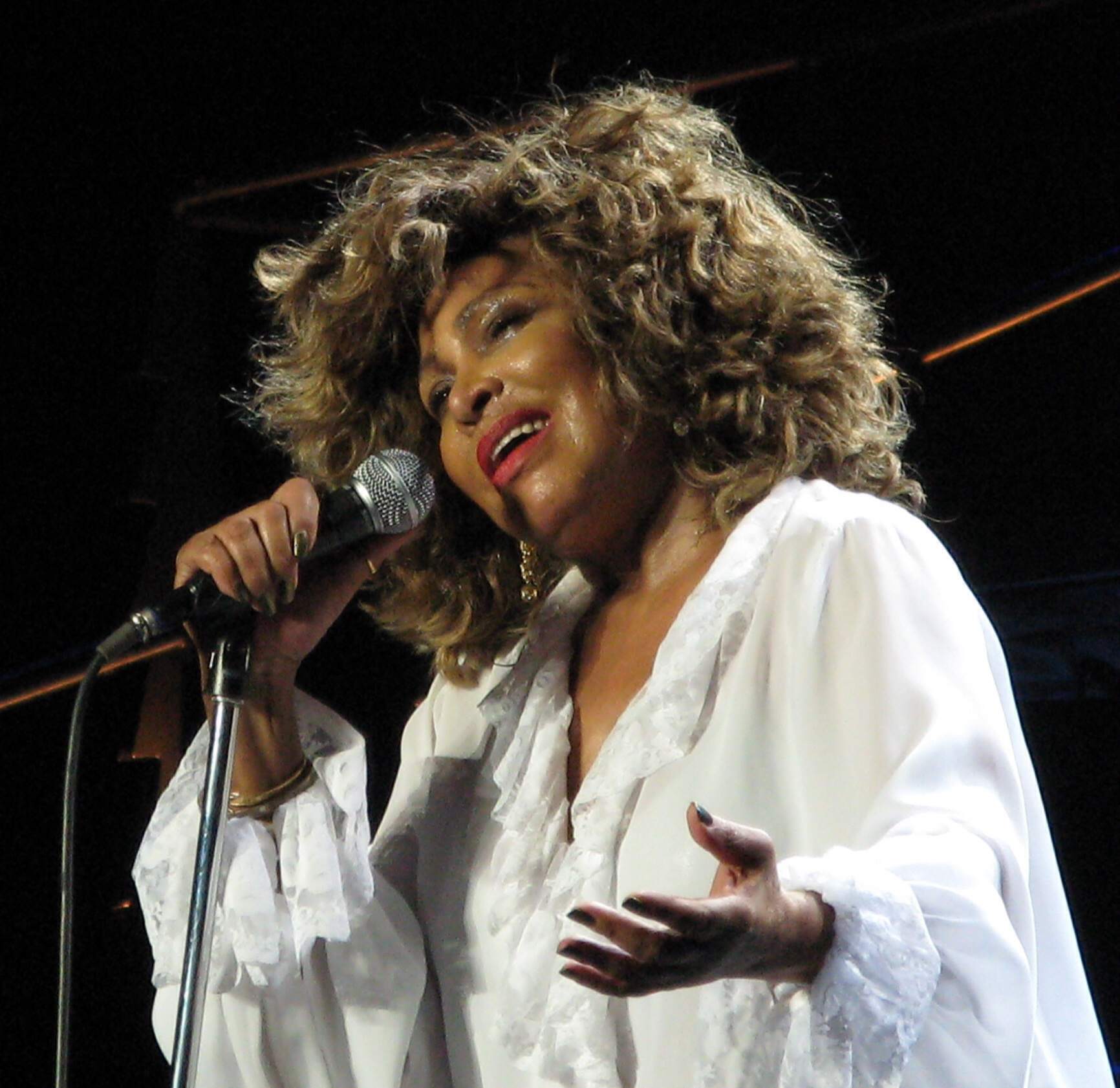
Tina Turner († 24. května)

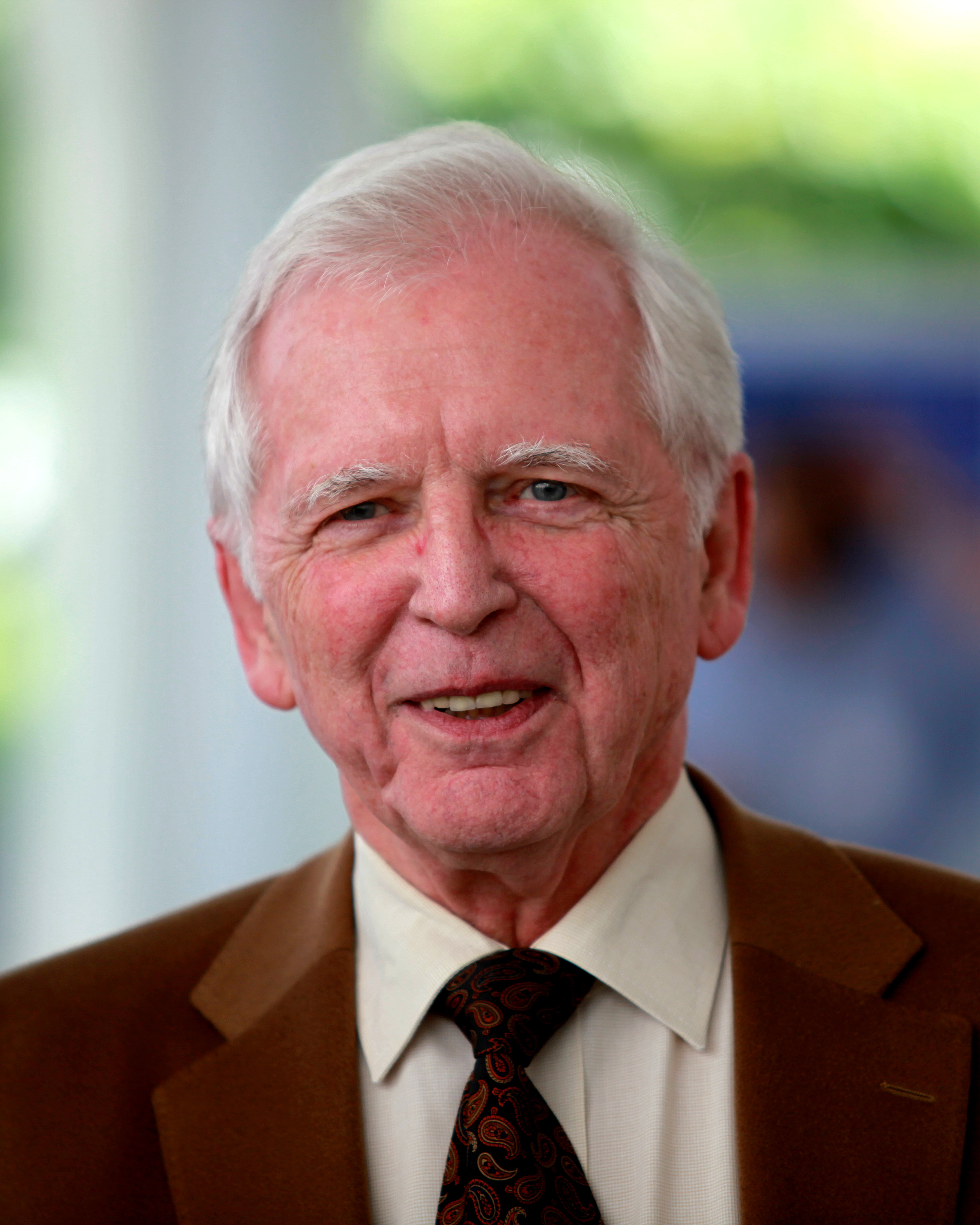
Harald zur Hausen († 28. května)

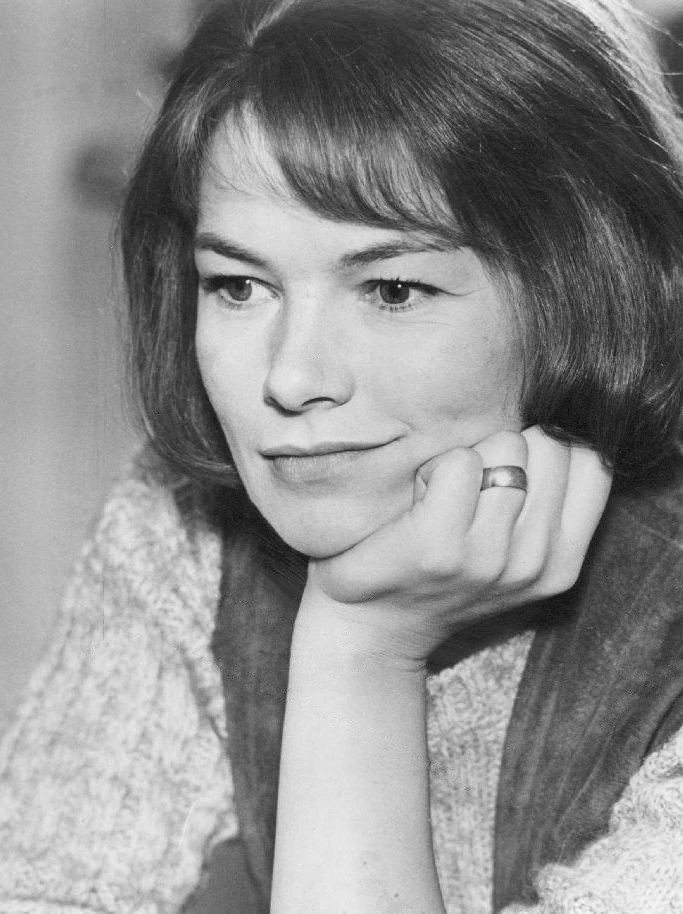
Glenda Jacksonová († 15. června)

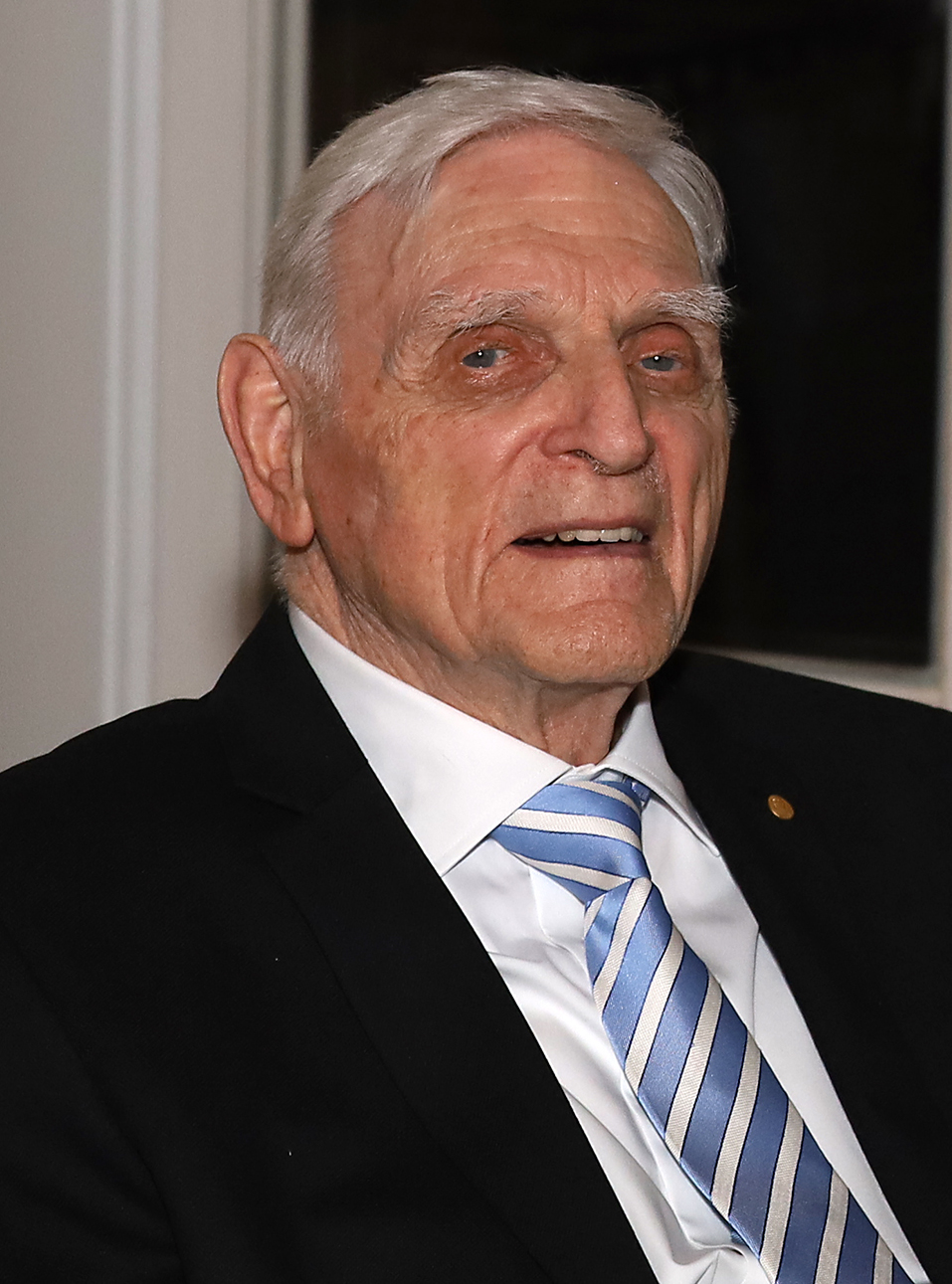
John B. Goodenough († 25. června)

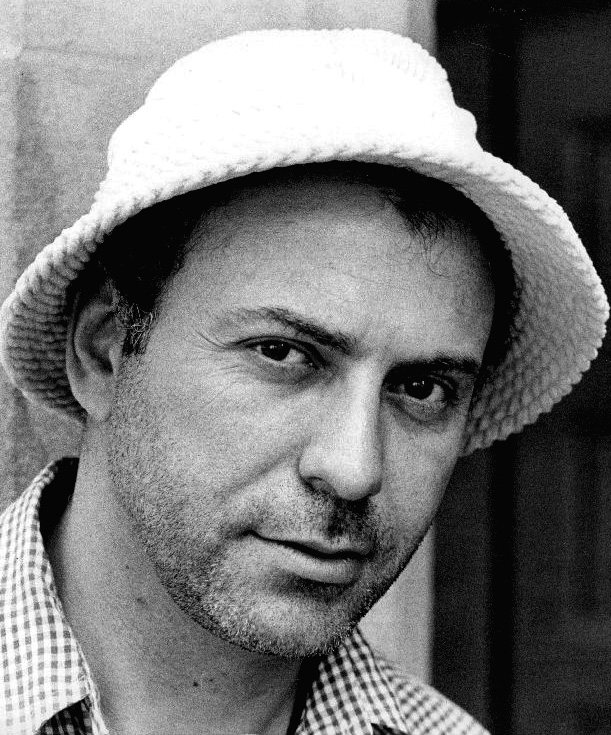
Alan Arkin († 29. června)

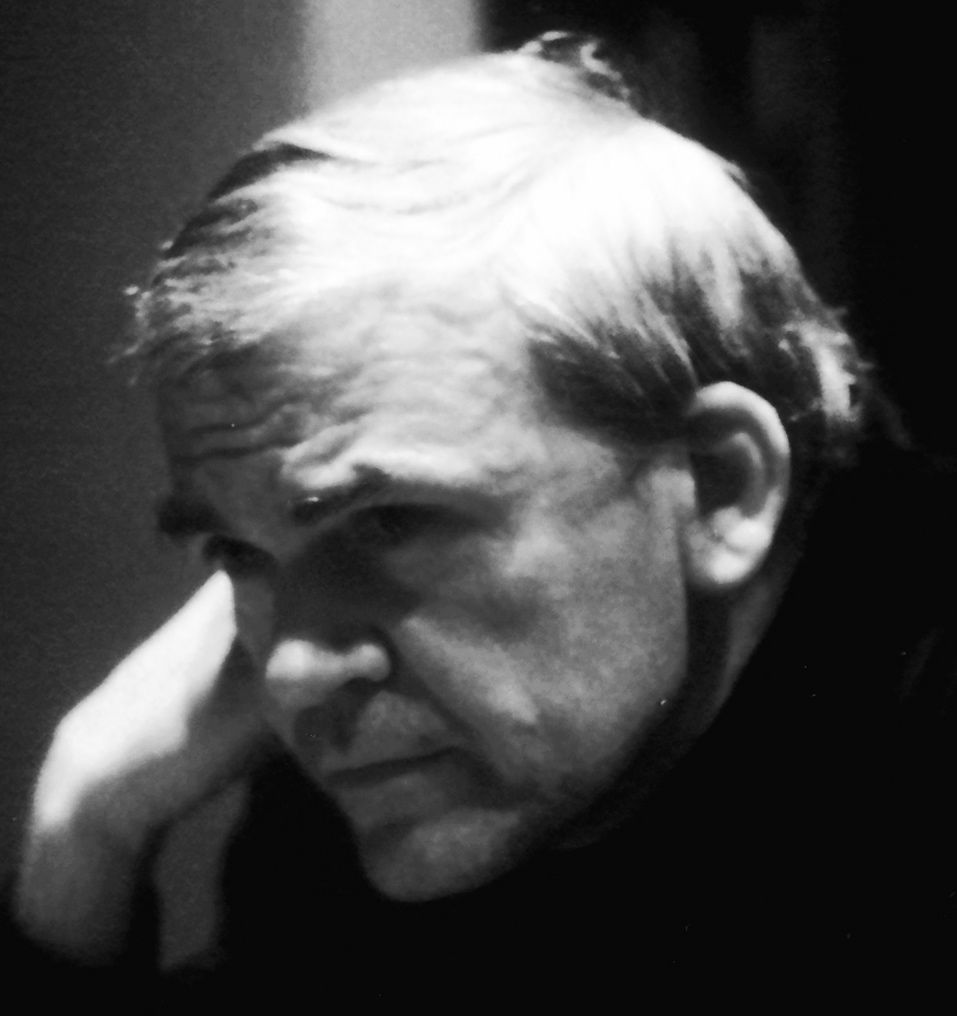
Milan Kundera († 11. července)

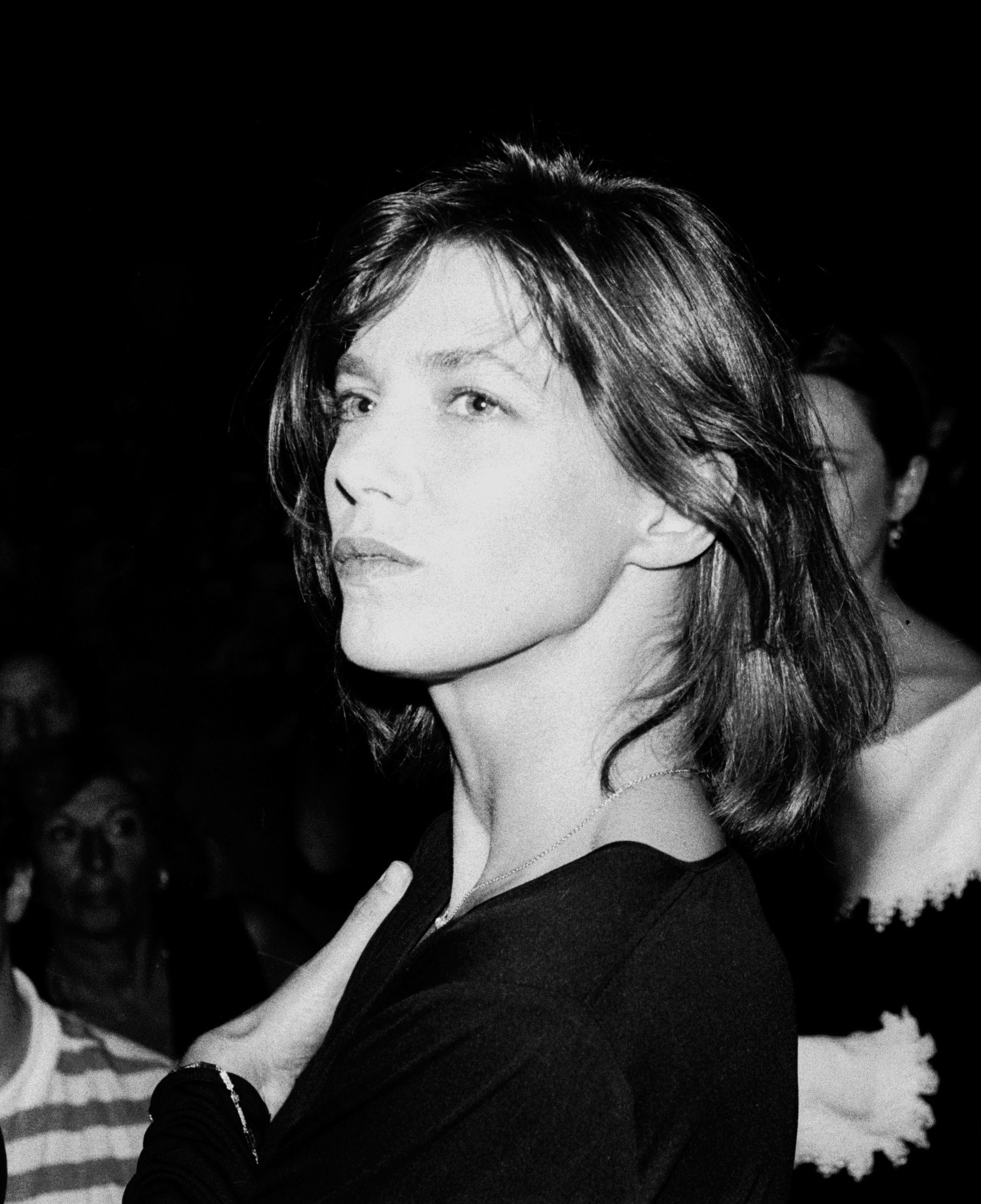
Jane Birkinová († 16. července)

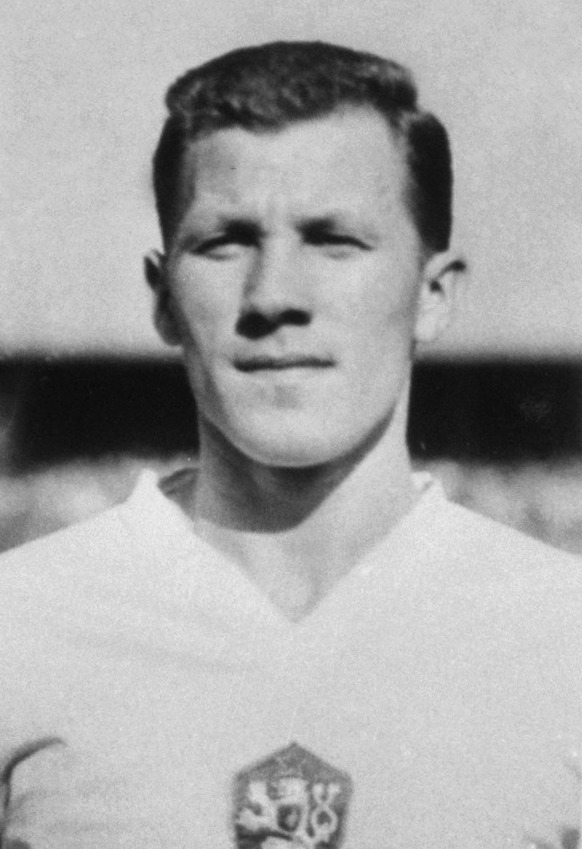
Adolf Scherer († 26. července)

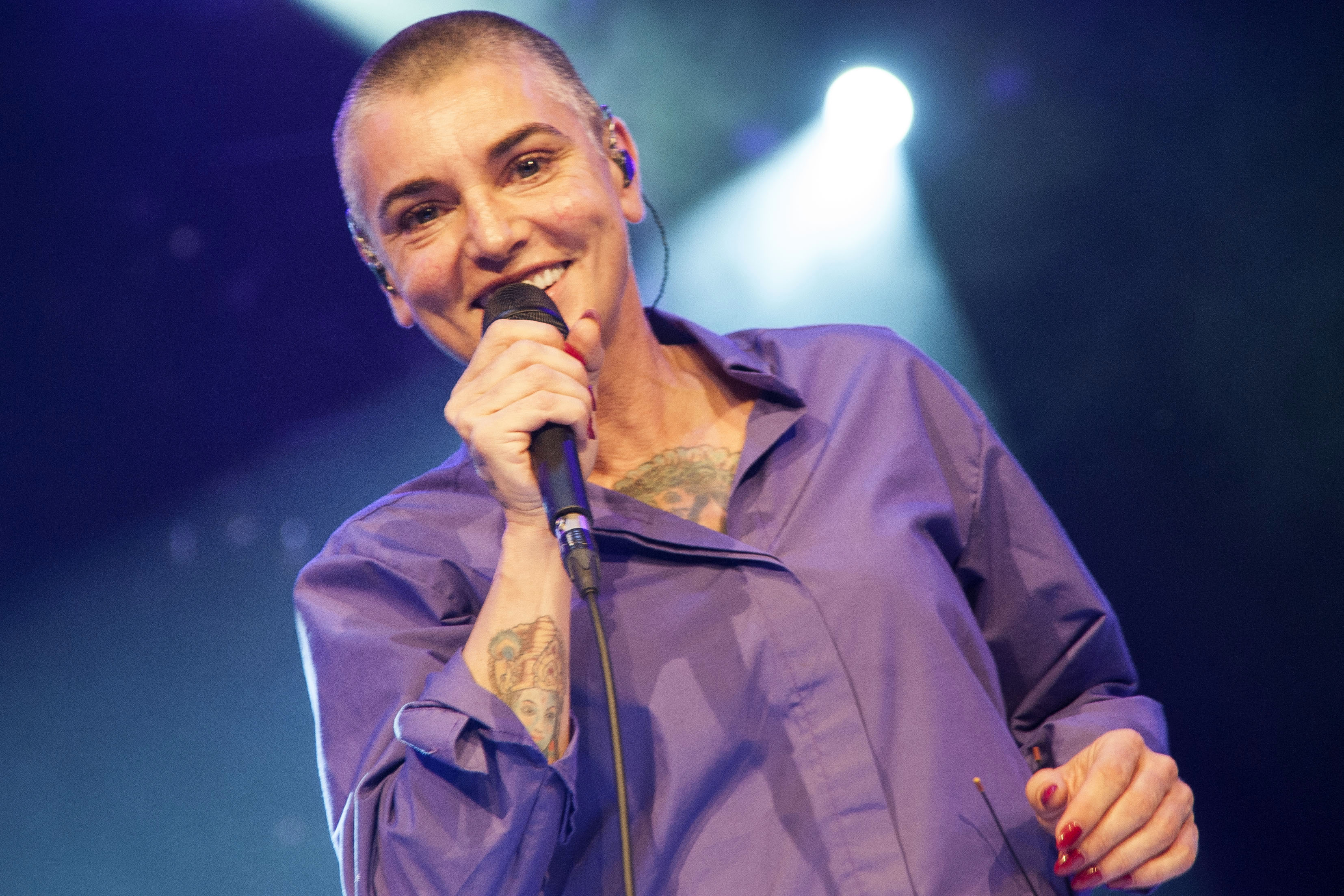
Sinéad O'Connor († 26. července)

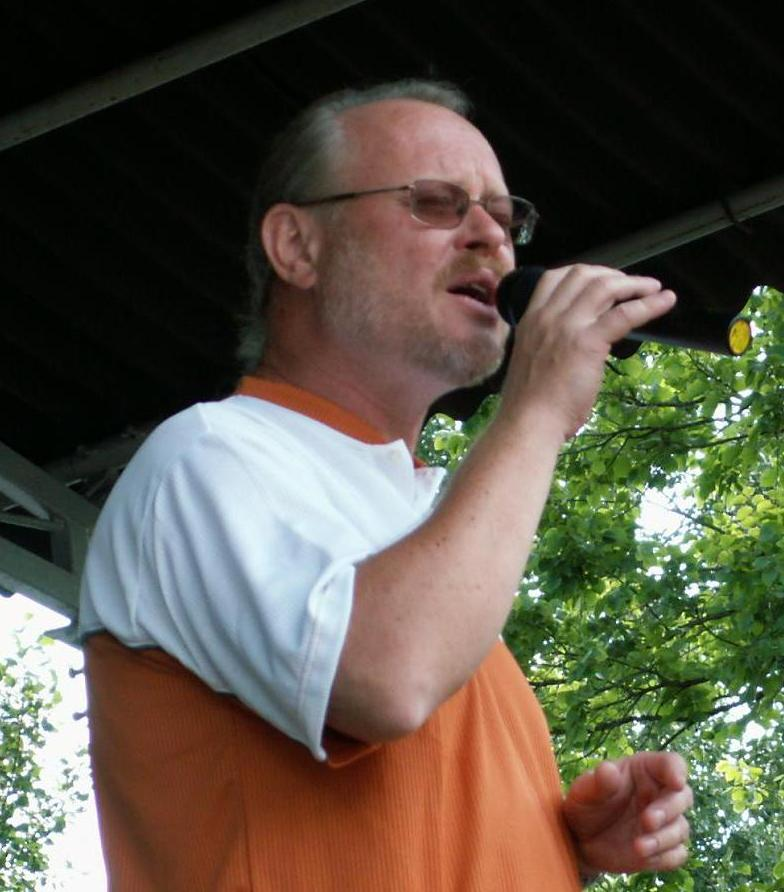
Vašo Patejdl († 19. srpna)

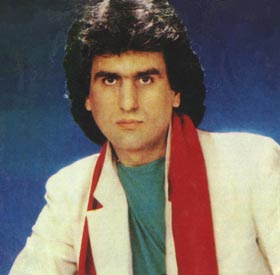
Toto Cutugno († 22. srpna)

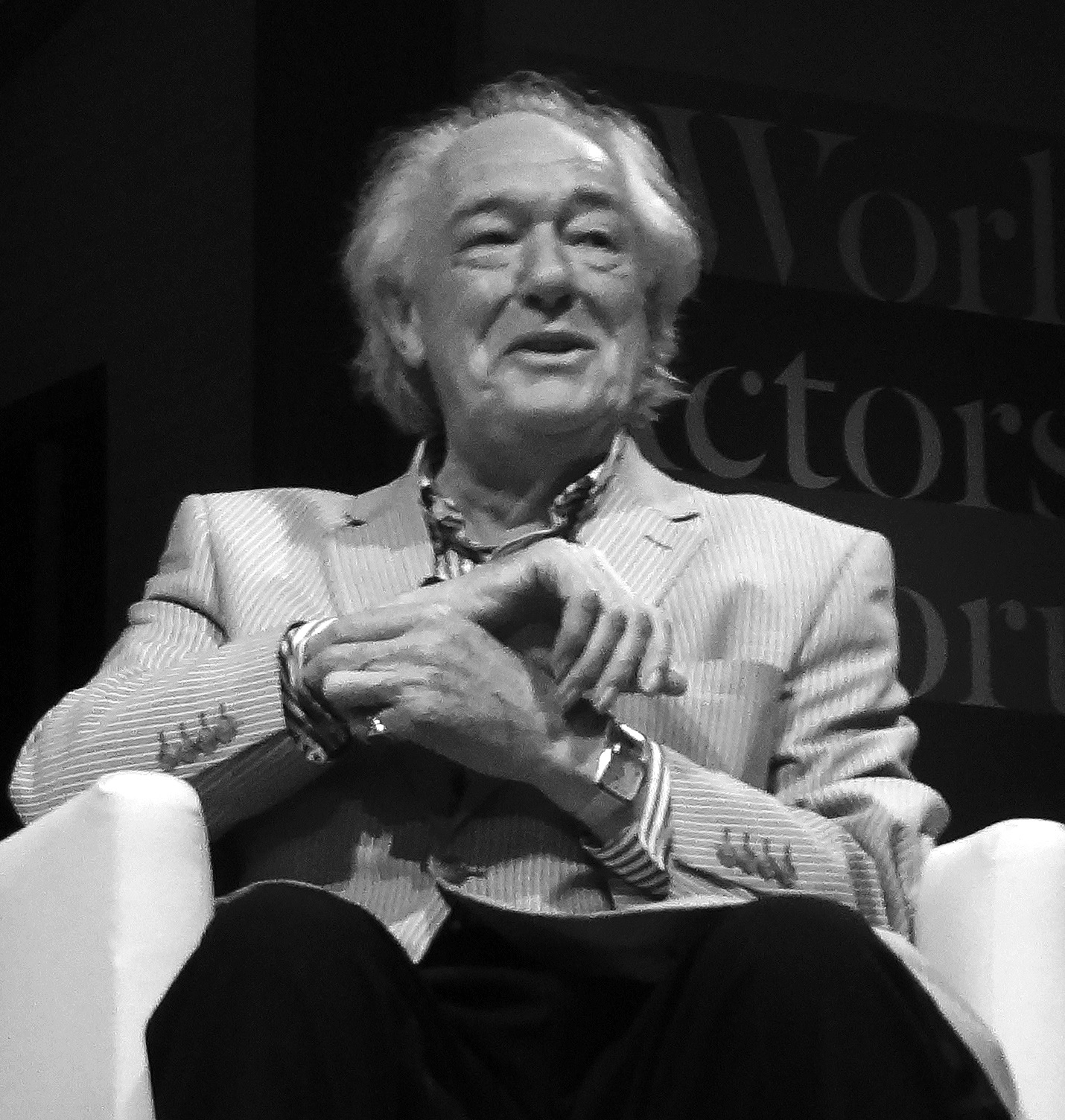
Michael Gambon († 28. září)

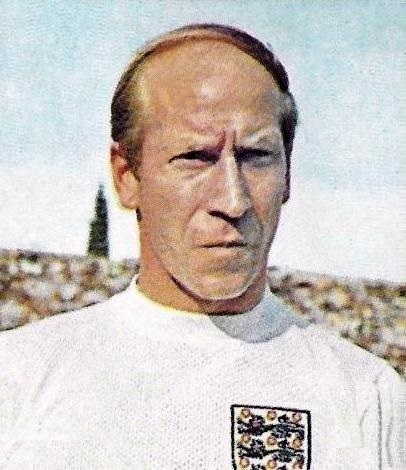
Bobby Charlton († 21. října)

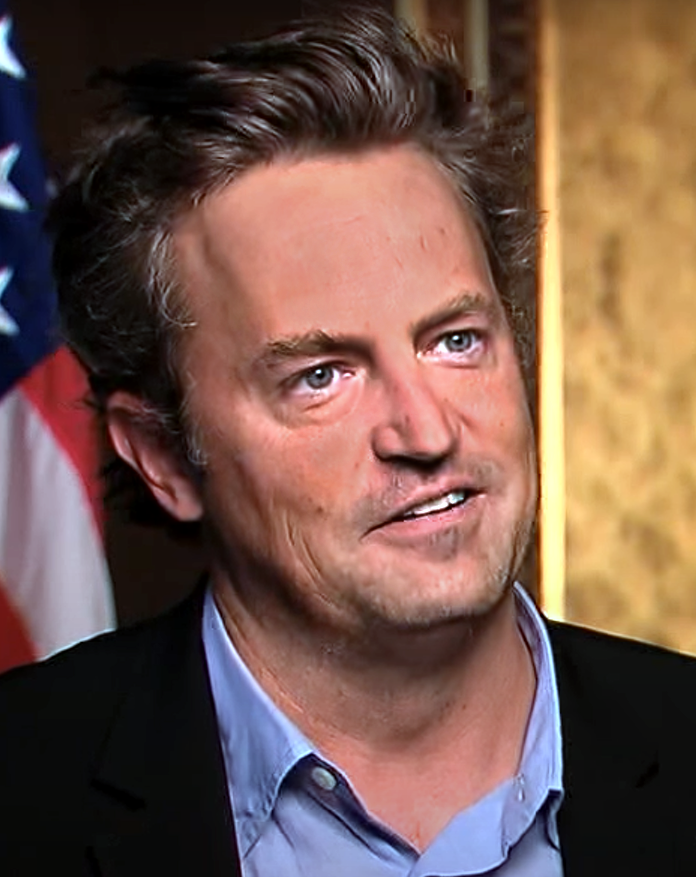
Matthew Perry († 28. října)

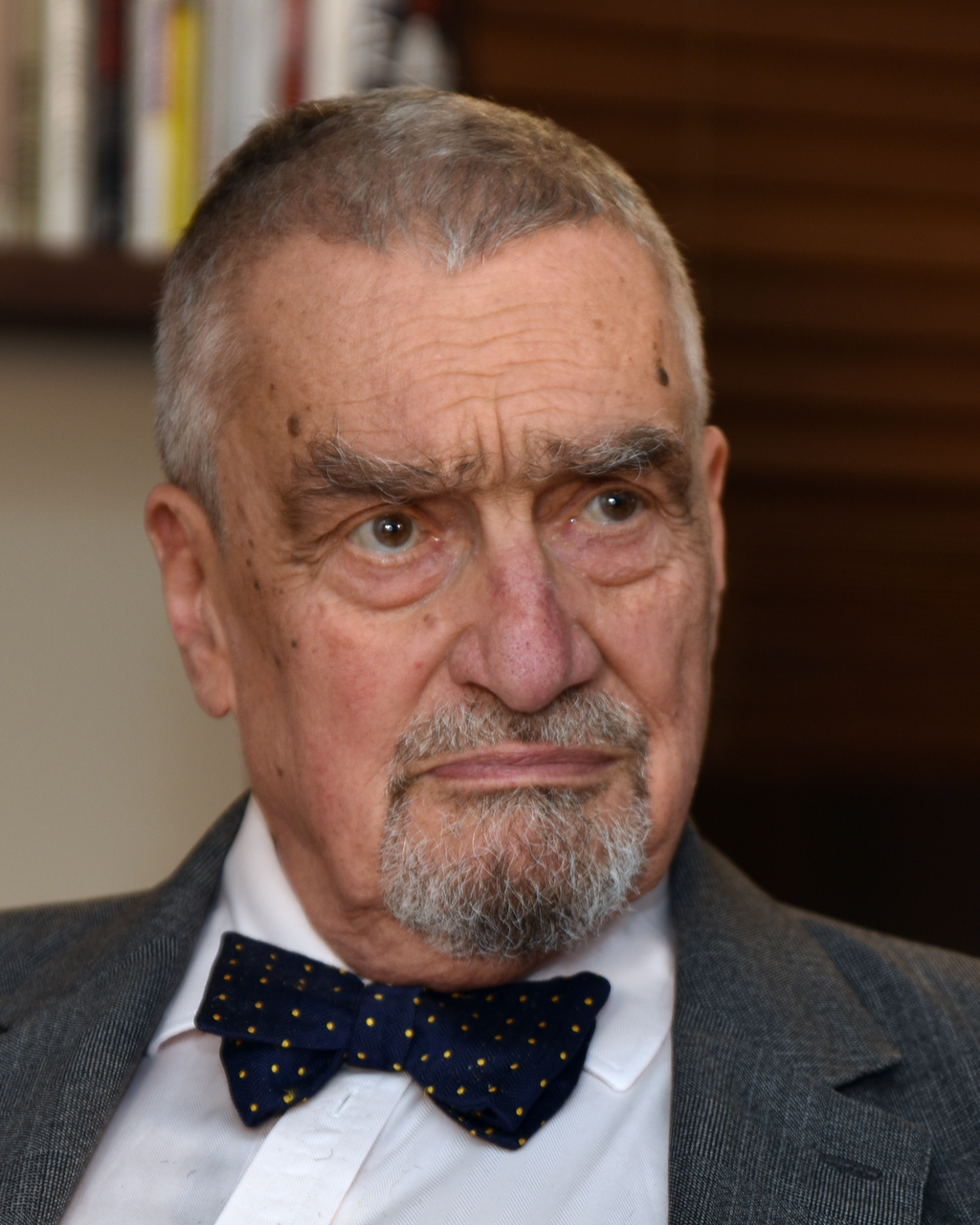
Karel Schwarzenberg († 12. listopadu)

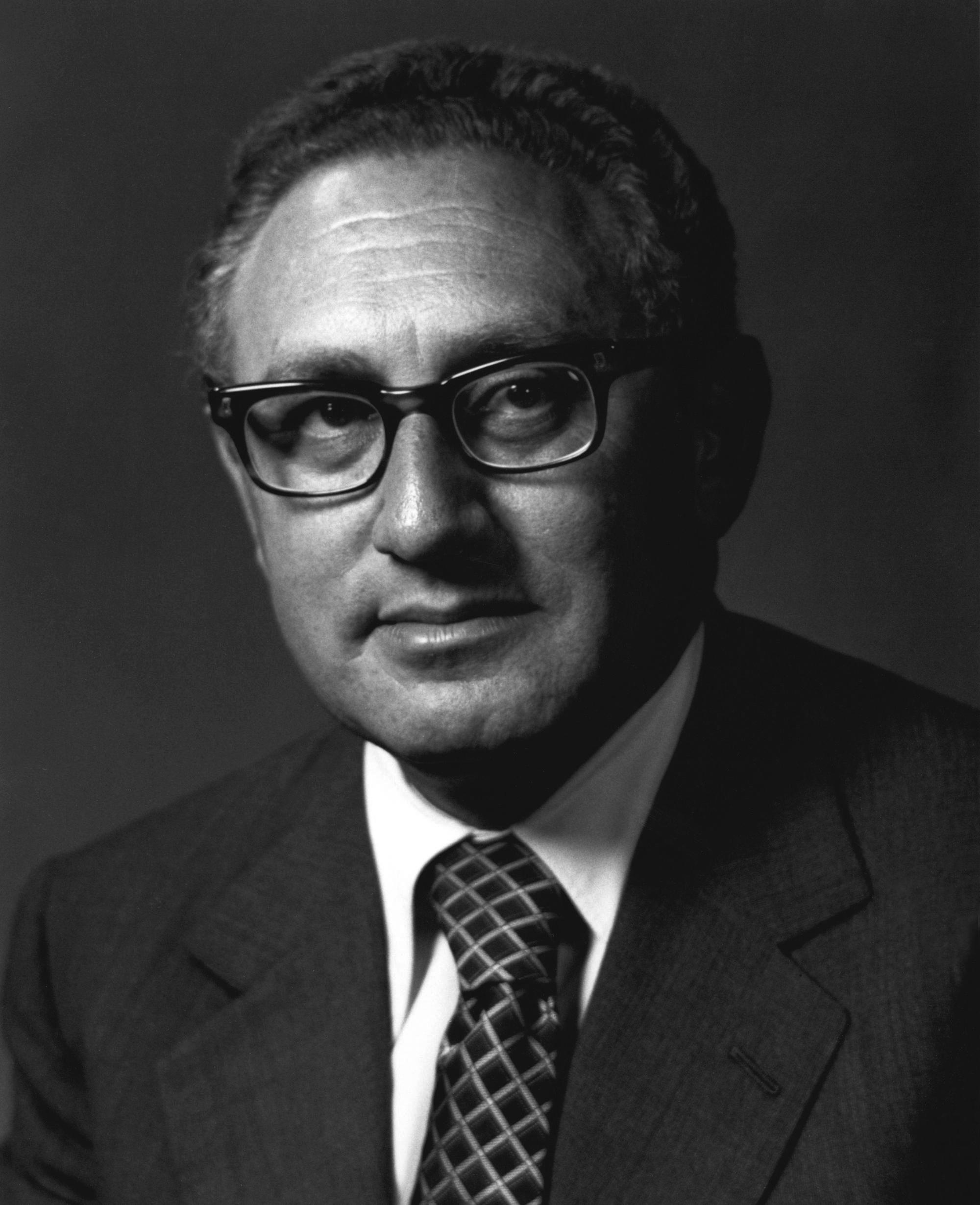
Henry Kissinger († 29. listopadu)

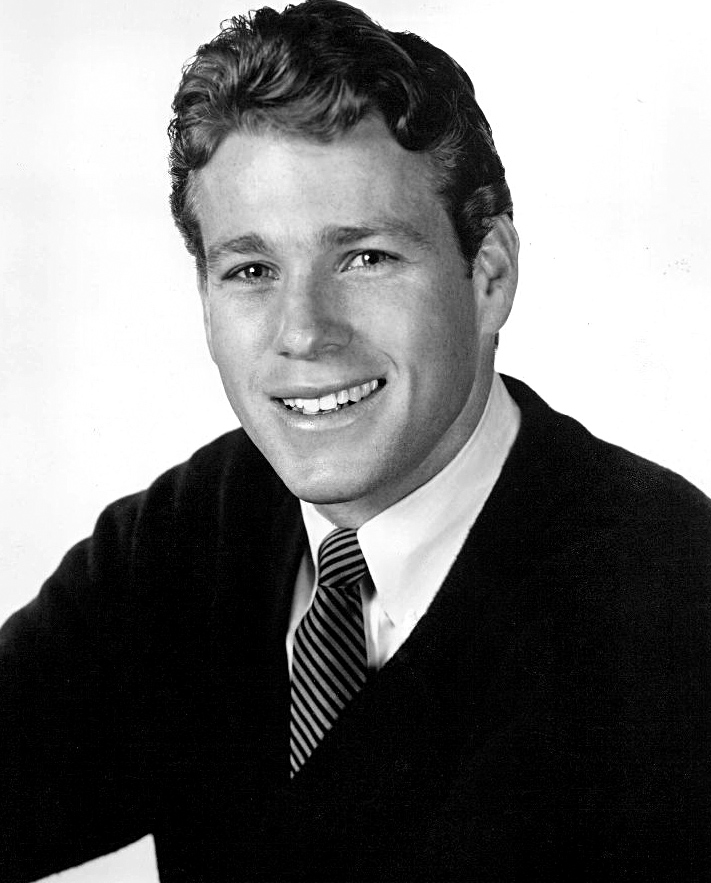
Ryan O'Neal († 8. prosince)

  - Ken Block, americký podnikatel (* 21. listopadu 1967)
  - Viktor Fajnberg, ukrajinský filolog a disident (* 26. listopadu 1931)
  - Marilyn Staffordová, britská fotografka amerického původu (* 5. listopadu 1925)
- 03. ledna
  - Walter Cunningham, americký astronaut (* 16. března 1932)
  - Ruslan Chasbulatov, ruský politik (* 22. listopadu 1942)
- 04. ledna
  - Rosi Mittermaierová, německá alpská lyžařka (* 5. srpna 1950)
  - Fay Weldonová, anglická spisovatelka (* 22. září 1931)
- 05. ledna – Ernesto Castano, italský fotbalista (* 2. května 1939)
- 06. ledna – Gianluca Vialli, italský fotbalista a trenér (* 9. července 1964)
- 08. ledna – Roberto Dinamite, brazilský fotbalista a politik (* 3. dubna 1954)
- 09. ledna – Ferenc Mészáros, maďarský fotbalista (* 11. dubna 1950)
- 10. ledna
  - Hans Belting, německý historik umění (* 7. července 1935)
  - Konstantin II. Řecký, řecký král (* 2. června 1940)
  - Jorge O. Calvo, argentinský paleontolog a geolog (* 27. dubna 1961)
  - Jeff Beck, anglický kytarista (* 24. června 1944)
  - George Pell, australský kardinál (* 8. června 1941)
- 12. ledna
  - Paul Johnson, britský historik a novinář (* 2. listopadu 1928)
  - Lisa Marie Presleyová, americká zpěvačka (* 1. února 1968)
- 14. ledna
  - Inna Čurikovová, ruská herečka (* 5. října 1943)
  - Carl Hahn, německý podnikatel (* 1. července 1926)
- 15. ledna
  - Vachtang Kikabidze, gruzínský hudebník, zpěvák, skladatel a herec (* 19. července 1938)
  - Gordana Kuić, srbská spisovatelka (* 29. srpna 1942)
  - Gáspár Miklós Tamás, maďarský filozof (* 28. listopadu 1948)
- 16. ledna – Gina Lollobrigida, italská herečka (* 4. července 1927)
- 17. ledna
  - Edward R. Pressman, americký filmový producent (* 11. dubna 1943)
  - Lucile Randonová (sestra André), francouzská řeholnice, nejstarší žijící člověk (* 11. února 1904)
- 18. ledna – David Crosby, americký kytarista, zpěvák a textař (* 14. srpna 1941)
- 24. ledna – Bálkršna Dóší, indický architekt (* 26. srpna 1927)
- 27. ledna – Aleksander Krawczuk, polský historik a spisovatel (* 7. června 1922)
- 28. ledna
  - Eva Kushnerová, kanadská spisovatelka (* 18. června 1929)
  - Tom Verlaine, americký zpěvák a kytarista (* 13. prosince 1949)
- 29. ledna
  - Krister Kristensson, švédský fotbalista (* 25. července 1942)
  - Dmytro Pavlyčko, ukrajinský básník (* 28. září 1929)
- 30. ledna
  - Bobby Hull, kanadský hokejista (* 3. ledna 1939)
  - Charles Silverstein, americký psycholog (* 23. dubna 1935)
- 31. ledna – Cleonice Berardinelli, brazilská pedagožka (* 28. srpna 1916)
- 01. února – Jozef Čapla, slovenský hokejista (* 1. září 1938)
- 02. února – Jean-Pierre Jabouille, francouzský pilot Formule 1 (* 1. října 1942)
- 03. února – Paco Rabanne, španělsko-francouzský módní návrhář (* 18. února 1934)
- 05. února – Parvíz Mušaraf, pákistánský prezident (* 11. srpna 1943)
- 06. února
  - Greta Andersenová, dánská plavkyně (* 1. května 1927)
  - Christian Atsu, ghanský fotbalista (* 10. ledna 1992)
  - Emory Kristof, americký fotograf (* 19. listopadu 1942)
  - Taner Savut, turecký sportovní funkcionář a fotbalista (* 10. srpna 1974)
  - Phil Spalding, britský baskytarista (* 19. listopadu 1957)
- 07. února
  - Friedel Lutz, německý fotbalista (* 21. ledna 1939)
  - Ahmet Eyüp Türkaslan, turecký fotbalista (* 11. září 1994)
- 8. února – Burt Bacharach, americký hudební skladatel (* 12. května 1928)
- 10. února
  - Hans Modrow, německý politik (* 27. ledna 1928)
  - Carlos Saura, španělský režisér a scenárista (* 4. ledna 1932)
- 14. února – Friedrich Cerha, rakouský hudební skladatel a dirigent (* 17. února 1926)
- 15. února
  - Paul Berg, americký biochemik, nositel Nobelovy ceny (* 30. června 1926)
  - Raquel Welchová, americká herečka, modelka (* 5. září 1940)
- 16. února
  - Chuck Jackson, americký zpěvák (* 22. července 1937)
  - Tim Lobinger, německý tyčkař (* 3. září 1972)
  - Tony Marshall, německý zpěvák (* 3. února 1938)
- 17. února – Jerry Dodgion, americký saxofonista a flétnista (* 29. srpna 1932)
- 18. února
  - Petar Žekov, bulharský fotbalista (* 10. října 1944)
  - Justin O. Schmidt, americký entomolog, autor Schmidtovy stupnice bolestivosti (* 23. března 1947)
- 19. února – Greg Foster, americký překážkář (* 4. srpna 1958)
- 21. února
  - Amancio Amaro, španělský fotbalista (* 16. října 1939)
  - Ilse Tielsch, rakouská spisovatelka (* 20. března 1929)
  - Nadja Tillerová, rakouská herečka (* 16. března 1929)
- 26. února
  - Betty Boothroydová, britská politička (* 8. října 1929)
  - Francisco Osorto, salvadorský fotbalista (* 20. března 1957)
  - Bob Richards, americký tyčkař (* 20. února 1926)
  - Ans Westra, nizozemská fotografka (* 28. dubna 1936)
- 01. března – Just Fontaine, francouzský fotbalista a trenér (* 18. srpna 1933)
- 02. března
  - Per Kristoffersen, norský fotbalista (* 12. října 1937)
  - Wayne Shorter, americký jazzový saxofonista a skladatel (* 25. srpna 1933)
- 03. března
  - Carlos Garnett, americký saxofonista (* 1. prosince 1938)
  - David Lindley, americký kytarista (* 21. března 1944)
  - Argentina Menisová, rumunská diskařka (* 19. července 1948)
  - Kenzaburó Óe, japonský spisovatel, nositel Nobelovy ceny (* 31. ledna 1935)
  - Tom Sizemore, americký herec (* 29. listopadu 1961)
  - Margherita Spiluttini, rakouská fotografka (* 16. října 1947)
- 05. března – Gary Rossington, americký kytarista (* 4. prosince 1951)
- 06. března – Kenneth Money, kanadský výškař, fyziolog a astronaut (* 4. ledna 1935)
- 07. března
  - Ian Falconer, americký ilustrátor (* 25. srpna 1959)
  - Dmytro Kocjubajlo, ukrajinský válečník (* 1. listopadu 1995)
  - Pat McCormicková, americká skokanka do vody (* 12. května 1930)
- 08. března – Chaim Topol, izraelský herec (* 9. září 1935)
- 09. března – Robert Blake, americký herec (* 18. září 1933)
- 11. března – John Jakes, americký spisovatel (* 31. března 1932)
- 12. března – Dick Fosbury, americký výškař (* 6. března 1947)
- 13. března
  - Jim Gordon, americký bubeník (* 14. července 1945)
  - Ernst Tugendhat, německý filozof (* 8. března 1930)
- 15. března – Mimis Papaioannou, řecký fotbalista (* 23. srpna 1942)
- 17. března
  - Jorge Edwards, chilský spisovatel (* 29. června 1931)
  - Lance Reddick, americký herec (* 7. června 1962)
  - Dubravka Ugrešićová, chorvatská spisovatelka (* 27. března 1949)
- 19. března – Jean-Jacques Favier, francouzský astronaut (* 13. dubna 1949)
- 24. března – Gordon Moore, americký chemik a vynálezce (* 3. ledna 1929)
- 25. března – Ja'akov Ziv, izraelský informatik (* 27. listopadu 1931)
- 28. března – Rjúiči Sakamoto, japonský hudební skladatel (* 17. ledna 1952)
- 31. března – Vitalij Merinov, ukrajinský kickboxer a obránce (* 31. prosince 1990)
- 01. dubna – Kwame Brathwaite, americký fotograf (* 1. ledna 1938)
- 02. dubna
  - Judy Farrell, americká herečka (* 11. května 1938)
  - Seymour Stein, americký autor autobiografií (* 18. dubna 1942)
- 03. dubna – Nigel Lawson, britský politik (* 11. března 1932)
- 05. dubna – Sergio Gori, italský fotbalista (* 24. února 1946)
- 06. dubna – Ingvar Hirdwall, švédský herec (* 5. září 1934)
- 07. dubna – Ben Ferencz, americký právník (* 11. března 1920)
- 09. dubna – Karl Berger, německý jazzový vibrafonista a klavírista (* 30. března 1935
- 11. dubna
  - Jerry Mander, americký sociolog (* 1. května 1936)
  - Me'ir Šalev, izraelský spisovatel (* 29. července 1931)
- 13. dubna
  - Craig Breen, irský rallyový závodník (* 2. února 1990)
  - Mary Quantová, britská módní návrhářka (* 11. února 1930)
- 14. dubna – Abel Posse, argentinský spisovatel a diplomat (* 7. ledna 1934)
- 16. dubna – Ahmad Jamal, americký jazzový klavírista a skladatel (* 2. července 1930)
- 19. dubna – Moonbin, jihokorejský zpěvák (* 26. ledna 1998)
- 20. dubna – Josep Fusté, španělský fotbalista (* 15. dubna 1941)
- 25. dubna
  - Harry Belafonte, americký zpěvák, herec a producent (* 1. března 1927)
  - Hanna Johansen, švýcarská spisovatelka (* 17. června 1939)
  - Věra Krepkinová, sovětská dálkařka (* 15. dubna 1933)
- 27. dubna
  - Jean-Paul Costa, francouzský právník (* 3. listopadu 1941)
  - Jerry Springer, americký novinář, herec, producent a politik (* 13. února 1944)
- 30. dubna – Ralph Boston, americký dálkař (* 9. května 1939)
- 01. května – Gordon Lightfoot, kanadský skladatel (* 17. listopadu 1938)
- 03. května – Nikica Valentić, chorvatský politik (* 24. listopadu 1950)
- 05. května
  - Samuel Thornton Durrance, americký astronaut (* 17. září 1943)
  - Philippe Sollers, francouzský romanopisec a režisér (* 27. listopadu 1936)
- 06. května – Menahem Pressler, americko-izraelský pianista (* 16. prosince 1923)
- 07. května – Jan Klein, česko-americký biolog a imunolog (* 18. ledna 1936)
- 09. května
  - Antonio Carbajal, mexický fotbalový brankář (* 7. června 1929)
  - Arman Soldin, francouzský novinář (* 21. března 1991)
- 11. května
  - András Adorján, maďarský šachista (* 31. března 1950)
  - Kenneth Anger, americký experimentální režisér (* 3. února 1927)
- 13. května – Sibylle Lewitscharoffová, německá spisovatelka (* 16. dubna 1954)
- 14. května
  - Ingrid Haeblerová, rakouská pianistka (* 20. června 1929)
  - Ferran Olivella, španělský fotbalista (* 22. června 1936)
- 15. května – Robert Lucas mladší, americký ekonom, nositel Nobelovy ceny (* 15. září 1937)
- 16. května – Per Røntved, dánský fotbalista (* 27. ledna 1949)
- 18. května
  - Helmut Berger, rakouský herec (* 29. května 1944)
  - Jim Brown, americký hráč amerického fotbalu (* 17. února 1936)
- 19. května
  - Martin Amis, britský spisovatel (* 25. srpna 1949)
  - Dževad Karahasan, bosenský spisovatel (* 25. ledna 1953)
- 20. května – Terry McDermott, americký rychlobruslař (* 20. září 1940)
- 21. května – Ray Stevenson, britský herec (* 25. května 1964)
- 23. května
  - Jaromír Málek, česko-britský egyptolog (* 5. října 1943)
  - Alojz Tkáč, slovenský duchovní (* 2. března 1934)
- 24. května – Tina Turner, švýcarsko-americká rocková zpěvačka (* 26. listopadu 1939)
- 27. května – Ilja Kabakov, ukrajinský malíř (* 30. září 1933)
- 28. května – Harald zur Hausen, německý lékař, nositel Nobelovy ceny (* 11. března 1946)
- 30. května
  - Paolo Portoghesi, italský architekt (* 2. listopadu 1931)
  - Milka Zimková, slovenská spisovatelka-prozaička, režisérka, autorka monodramat a herečka (* 1. srpna 1951)
- 31. května
  - Amitai Etzioni, izraelsko-americký sociolog (* 4. ledna 1929)
  - Luca Di Fulvio, italský spisovatel (* 13. května 1957)
  - 1. června - Katarína Paveleková, slovenská herečka (* 17. listopadu 1981)
- 02. června – Kaija Saariahová, finská hudební skladatelka (* 14. října 1952)
- 03. června – Jim Hines, americký sprinter (* 10. září 1946)
- 05. června
  - Astrud Gilberto, brazilská zpěvačka (* 30. března 1940)
  - Robert Hanssen, americký agent FBI, špión SSSR a Ruska (* 18. dubna 1944)
- 06. června – Françoise Gilot, francouzská malířka (* 26. listopadu 1921)
- 08. června – Renato Longo, italský cyklokrosař (* 9. srpna 1937)
- 09. června – Alain Touraine, francouzský sociolog (* 3. srpna 1925)
- 10. června – Theodore Kaczynski, americký matematik, sociální kritik, anarchista, neoluddista a terorista znám jako Unabomber (* 22. května 1942)
- 12. června
  - Silvio Berlusconi, italský politik a podnikatel (* 29. září 1936)
  - Treat Williams, americký herec (* 1. prosince 1951)
  - Vjačeslav Zajcev, ruský volejbalista (* 12. listopadu 1952)
- 13. června – Cormac McCarthy, americký spisovatel (* 20. července 1933)
- 15. června – Glenda Jacksonová, britská herečka a politička (* 9. května 1936)
- 16. června
  - Daniel Ellsberg, americký aktivista a vojenský analytik (* 7. dubna 1931)
  - Gino Mäder, švýcarský cyklista (* 4. ledna 1997)
- 22. června
  - Horst-Dieter Höttges, německý fotbalista (* 10. září 1943)
  - Harry Markowitz, americký ekonom, nositel Nobelovy ceny (* 24. srpna 1927)
- 23. června – Paul de Senneville, francouzský novinář, hudební skladatel a producent (* 30. července 1933)
- 25. června – John B. Goodenough, americký fyzik, nositel Nobelovy ceny (* 25. července 1922)
- 27. června – Peter Bieri, švýcarský spisovatel (* 23. června 1944)
- 29. června – Alan Arkin, americký herec, spisovatel a režisér (* 26. března 1934)
- 01. července – Viktorija Amelinová, ukrajinská spisovatelka (* 1. ledna 1986)
- 02. července – Milan Milutinović, srbský politik (* 19. prosince 1942)
- 04. července
  - Georges Bereta, francouzský fotbalista (* 15. května 1946)
  - Jenő Jandó, maďarský klavírista (* 1. února 1952)
- 06. července
  - Attila Abonyi, australský fotbalista (* 16. srpna 1946)
  - Arnaldo Forlani, italský politik (* 8. prosince 1925)
- 09. července – Luis Suárez Miramontes, španělský fotbalista (* 2. května 1935)
- 11. července – Milan Kundera, česko-francouzský spisovatel (* 1. dubna 1929)
  - Horst Fuchs, německý teleshoppingový prodavač (* 24. dubna 1946)
- 15. července
  - Marie-Laure de Deckerová, francouzská fotografka (* 2. srpna 1946)
  - Sergej Konstantinovič Godunov, ruský matematik (* 17. července 1929)
- 16. července
  - Jane Birkin, britská herečka, režisérka, skladatelka a zpěvačka (* 14. prosince 1946)
  - Kevin Mitnick, americký hacker, bezpečnostní konzultant a autor (* 6. srpna 1963)
- 21. července – Tony Bennett, americký zpěvák a malíř (* 3. srpna 1926)
- 22. července – Adolf Scherer, slovenský fotbalista (* 5. května 1938)
- 24. července
  - Marc Augé, francouzský antropolog (* 2. září 1935)
  - Trevor Francis, anglický fotbalista (* 19. dubna 1954)
- 26. července
  - Randy Meisner, americký zpěvák (* 8. března 1946)
  - Sinéad O'Connor, irská zpěvačka (* 8. prosince 1966)
- 28. července – Martin Walser, německý spisovatel (* 24. března 1927)
- 30. července
  - David Albahari, srbsko-kanadský spisovatel (* 15. března 1948)
  - Paul Reubens, americký herec, scenárista, producent a komik (* 27. srpna 1952)
- 07. srpna – William Friedkin, americký režisér, producent a scenárista (* 29. srpna 1935)
- 19. srpna – Vašo Patejdl, slovenský zpěvák a hudební skladatel (* 10. října 1954)
- 22. srpna – Toto Cutugno, italský zpěvák a skladatel populární hudby (* 7. července 1943)
- 23. srpna
  - Jevgenij Prigožin, ruský oligarcha, vůdce Wagnerovy skupiny (* 1. června 1961)
  - Dmitrij Utkin, ruský důstojník speciálních sil GRU, zakladatel Wagnerovy skupiny (* 11. června 1970)
- 27. srpna – Gábor Medvigy, maďarský kameraman, fotograf a vysokoškolský pedagog (* 18. května 1957)
- 30. srpna – Mohamed Al-Fayed, egyptský podnikatel (* 27. ledna 1929)
- 31. srpna – Jan Jongbloed, nizozemský fotbalista (* 25. listopadu 1940)
- 04. září – Ferid Murad, americký lékař a farmakolog (* 14. září 1936)
- 05. září – Albert Azarjan, arménský sportovní gymnasta (* 11. února 1929)
- 07. září – Charles Gayle, americký jazzový klavírista a saxofonista (* 28. února 1939)
- 09. září – Mangosuthu Buthelezi, jihoafrický politik (* 27. srpna 1928)
- 12. září – Dominique Colonna, francouzský fotbalista (* 4. září 1928)
- 13. září
  - Mircea Snegur, moldavský politik a první moldavský prezident (* 17. ledna 1940)
  - Jan Wieczorek, polský římskokatolický biskup (* 8. února 1935)
  - Yolanda z Ligne, belgická šlechtična a rakouská arcivévodkyně (* 6. května 1923)
- 15. září – Fernando Botero, kolumbijský malíř (* 19. dubna 1932)
- 22. září – Giorgio Napolitano, italský politik (* 29. června 1925)
- 25. září – David McCallum, britský a americký herec (* 19. září 1933)
- 27. září – Michael Gambon, irsko-britský herec (* 19. října 1940)
- 28. září – Ion Druce, moldavský spisovatel (* 3. září 1928)
- 02. října – Francis Lee, anglický fotbalista (* 29. dubna 1944)
- 08. října
  - Agneta Anderssonová, švédská rychlostní kanoistka (* 25. dubna 1961)
  - Beno Budar, lužickosrbský spisovatel, překladatel a redaktor (* 19. března 1946)
  - László Sólyom, maďarský prezident (* 3. ledna 1942)
  - Burt Young, americký herec (* 30. dubna 1940)
- 12. října – Luis Garavito, kolumbijský sériový vrah (* 25. ledna 1957)
- 13. října – Louise Glücková, americká básnířka a esejistka (* 22. dubna 1943)
- 15. října – Suzanne Somersová, americká herečka (* 16. října 1946)
- 16. října – Martti Ahtisaari, finský prezident (* 23. června 1937)
- 17. října – Carla Bley, americká jazzová skladatelka, pianistka a varhanice (* 11. května 1936)
- 19. října – Anfisa Rezcovová, ruská biatlonistka a běžkyně na lyžích (* 16. prosince 1964)
- 21. října
  - Bobby Charlton, anglický fotbalista (* 11. října 1937)
  - Natalie Zemon Davis, kanadsko-americká historička (* 8. listopadu 1928)
  - Robert Irwin, americký umělec (* 12. září 1928)
  - Andreas Molterer, rakouský alpský lyžař (* 8. října 1931)
- 26. října – Richard Moll, americký herec (* 13. ledna 1943)
- 27. října – Li Kche-čchiang, čínský politik (* 1. července 1955)
- 28. října – Matthew Perry, americko-kanadský herec, komik a producent (* 19. srpna 1969)
- 31. října – Thomas Mattingly, americký vojenský letec a astronaut (* 17. března 1936)
- 03. listopadu
  - Oleg Protopopov, ruský krasobruslař (* 16. července 1932)
  - Béla Turi-Kovács, maďarský právník a politik (* 2. prosince 1935)
- 07. listopadu – Frank Borman, americký astronaut (* 14. března 1928)
- 11. listopadu – Raphael Dwamena, ghanský fotbalista (* 12. září 1995)
- 12. listopadu
  - Karel Schwarzenberg, šlechtic a politik (* 10. prosince 1937)
  - Don Walsh, americký oceánograf a průzkumník (* 2. listopadu 1931)
- 16. listopadu – Antonia Susan Byattová, anglická spisovatelka a literární teoretička (* 24. srpna 1936
- 18. listopadu
  - Ruud Geels, nizozemský fotbalista (* 28. července 1948)
  - David Del Tredici, americký hudební skladatel (* 16. března 1937)
- 19. listopadu
  - Joss Ackland, anglický herec (* 29. února 1928)
  - Rosalynn Carterová, americká politička a bývalá první dáma USA (* 18. srpna 1927)
  - Sara Tavaresová, portugalská zpěvačka, kytaristka a skladatelka (* 1. února 1978)
- 20. listopadu – Martina Lubyová, slovenská akademička a politička (* 12. května 1967)
- 22. listopadu – Barbara Haščáková, slovenská zpěvačka (* 11. prosince 1979)
- 29. listopadu – Henry Kissinger, německo-americký diplomat, politolog a historik (* 27. května 1923)
- 30. listopadu – Shane MacGowan, irský hudebník, zpěvák a kytarista (* 25. prosince 1957)
- 01. prosince – Sandra Day O'Connorová, americká soudkyně (* 26. března 1930)
- 06. prosince – Benjamin Zephaniah, anglický básník (* 15. dubna 1958)
- 08. prosince – Ryan O'Neal, americký herec (* 20. dubna 1941)
- 13. prosince – Antonio Juliano, italský fotbalista (* 1. ledna 1943)
- 14. prosince – Tomáš Janovic, slovenský básník, dramatik, spisovatel a textař (* 22. května 1937)
- 15. prosince – Guy Marchand, francouzský herec a hudebník (* 22. května 1937)
- 16. prosince
  - Antonio Negri, italský filozof (* 1. srpna 1933)
  - Nawwáf al-Ahmad al-Džábir as-Sabáh, kuvajtský emír (* 25. června 1937)
- 17. prosince – Otar Ioseliani, gruzínský filmový režisér (* 2. února 1934)
- 20. prosince – Torben Ulrich, dánský tenista (* 4. října 1928)
- 21. prosince
  - Robert Solow, americký ekonom, nositel Nobelovy ceny (* 23. srpna 1924)
  - Alexej Alexandrovič Starobinskij, ruský astrofyzik a kosmolog (* 19. dubna 1948)
- 22. prosince – Thomas Stafford Williams, novozélandský kardinál (* 20. března 1930)
- 24. prosince – David Liba'i, izraelský politik (* 22. října 1934)
- 26. prosince – Wolfgang Schäuble, německý právník a politik (* 18. září 1942)
- 27. prosince – Jacques Delors, francouzský ekonom a politik (* 20. července 1925)
- 30. prosince – Tom Wilkinson, britský herec (* 5. února 1948)

## Výročí

### Výročí událostí
- 1. ledna – Založení České a Slovenské republiky (30 let)
- 4. dubna – Založení Warner Bros. (100 let)
- 18. května – Český rozhlas zahájil pravidelné rozhlasového vysílání (100 let)
- 4. září – Založení Google (25 let)
- 23. prosince – „Narození“ Santa Clausových sobů (báseň Sentinel) (200 let)

### Výročí narození
- 18. února – Antonín Jedlička, herec a humorista (100 let)
- 19. února – Mikuláš Koperník, astronom (550 let)
- 20. února – Jan Blahoslav, biskup Jednoty bratrské (500 let)
- 1. dubna – Sergej Rachmaninov, ruský hudební skladatel (150 let)
- 3. dubna – Jan Janský, objevitel krevních skupin (150 let)
- 15. dubna – Antonín Švehla, československý premiér (150 let)
- 19. dubna – Lubomír Lipský, herec (100 let)
- 15. května – Klemens Wenzel von Metternich, rakouský kancléř (250 let)
- 27. května – Henry Kissinger, americký diplomat (100 let)
- 16. června – Adam Smith, skotský ekonom (300 let)
- 19. června – Blaise Pascal, francouzský matematik a filozof (400 let)
- 1. července – Vladimír Ráž, herec (100 let)
- 16. července – Josef Jungmann, filolog (250 let)
- 17. září – Max Švabinský, malíř (150 let)
- 24. září – Ladislav Fuks, spisovatel (100 let)

### Výročí úmrtí
- 3. ledna – Jaroslav Hašek, spisovatel (100 let)
- 10. února – Wilhelm Conrad Röntgen, německý fyzik (100 let)
- 18. února – Alois Rašín, ekonom (100 let)
- 17. dubna – Jan Kotěra, architekt (100 let)
- 13. května – Charlotta Garrigue Masaryková, manželka prezidenta Tomáše Garrigue Masaryka (100 let)
- 16. července – Karel Klostermann, spisovatel (100 let)
- 7. prosince – Jan Blažej Santini-Aichel, architekt (300 let)
- 27. prosince – Gustave Eiffel, francouzský architekt (100 let)

## Hlavy států
V tomto seznamu jsou uvedeni pouze představitelé významnějších států.
- Belgie – král Filip Belgický (od 2013)
- Brazílie – prezident Luiz Inácio Lula da Silva (od 2023)
- Čína – prezident Si Ťin-pching (od 2013)
- Česko
  - prezident Miloš Zeman (2013–2023)
  - prezident Petr Pavel (od 2023)
- Dánsko – královna Markéta II. (1972–2024)
- Egypt – prezident Abd al-Fattáh as-Sísí (od 2014)
- Francie – prezident Emmanuel Macron (od 2017)
- Indie – prezidentka Draupadí Murmúová (od 2022)
- Itálie – prezident Sergio Mattarella (od 2015)
- Izrael – prezident Jicchak Herzog (od 2021)
- Japonsko – císař Naruhito (od 2019)
- Jihoafrická republika – prezident Cyril Ramaphosa (od 2018)
- Kanada – generální guvernérka Mary Simonová (od 2021)
- Maďarsko – prezidentka Katalin Nováková (2022–2024)
- Mexiko – prezident Andrés Manuel López Obrador (2018–2024)
- Německo – prezident Frank-Walter Steinmeier (od 2017)
- Nizozemsko – král Vilém-Alexandr (od 2013)
- Polsko – prezident Andrzej Duda (2015–2025)
- Rakousko – prezident Alexander Van der Bellen (od 2017)
- Rusko – prezident Vladimir Putin (od 2012)
- Slovensko – prezidentka Zuzana Čaputová (2019–2024)
- Spojené království – král Karel III. (od 2022)
- Spojené státy americké – prezident Joe Biden (2021–2025)
- Španělsko – král Filip VI. (od 2014)
- Turecko – prezident Recep Tayyip Erdoğan (od 2014)
- Ukrajina – prezident Volodymyr Zelenskyj (od 2019)
- Vatikán – papež a suverén Vatikánu František (2013–2025)